# Loạn An Sử
Loạn An Sử (chữ Hán: 安史之亂: An Sử chi loạn) là cuộc biến loạn xảy ra giữa thời nhà Đường vào thời Đường Huyền Tông Lý Long Cơ trong lịch sử Trung Quốc, kéo dài từ năm 755 đến năm 763, do An Lộc Sơn và Sử Tư Minh cầm đầu. Cả họ An và họ Sử đều xưng là Yên đế trong thời gian nổi dậy. Do xảy ra vào niên hiệu Thiên Bảo của Đường Huyền Tông, cuộc phản loạn này còn được gọi là Thiên Bảo chi loạn (天寶之乱).
Cuộc nổi dậy kéo dài qua ba đời hoàng đế nhà Đường trước khi bị dập tắt, và có sự tham gia của nhiều thế lực địa phương. Bên cạnh phe trung thành với triều Đường, còn có các thế lực chống Đường, đặc biệt là ở khu vực Hà Bắc và vùng ảnh hưởng Sogdiana. Cuộc nổi loạn đem đến sự tàn phá trên quy mô rất lớn, làm suy yếu đáng kể nhà Đường và khiến triều Đường mất đi tầm ảnh hưởng tại Tây Vực. Nhà Đường thuê 3.000 lính đánh thuê từ Abbasid, và Hãn quốc Duy Ngô Nhĩ cũng giúp sức chống lại An Lộc Sơn.
Đây được xem là một trong những binh loạn lớn nhất trong lịch sử Trung Quốc và đã làm suy yếu gần như hoàn toàn triều đại nhà Đường hơn 100 năm phồn thịnh.

## Nguyên nhân

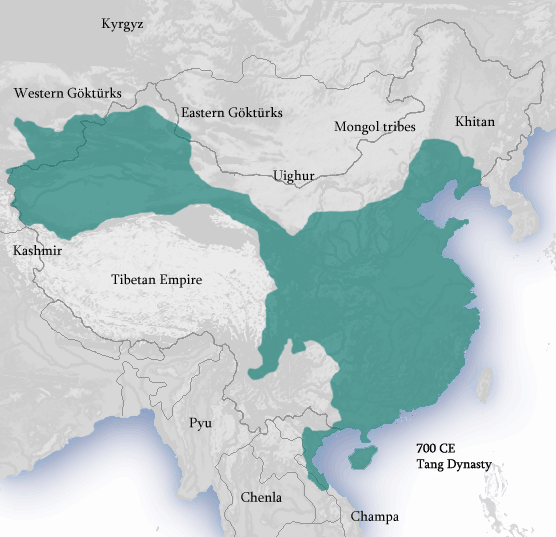
Trung Quốc thời Đường, năm 700

Sau giai đoạn cực thịnh trong những năm đầu thời Đường Huyền Tông, sự cai trị của nhà Đường nảy sinh những mâu thuẫn trong đời sống xã hội. Cuộc nổi dậy của họ An và họ Sử có thể được lý giải từ nhiều nguyên nhân.

### Mâu thuẫn giữa chính quyền và người dân

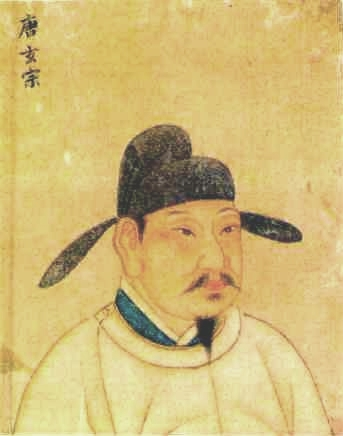
Đường Huyền Tông

Đường Huyền Tông trong cuối những năm Khai Nguyên (713-741) đã say sưa trong phú quý, chểnh mảng chính sự. Sang niên hiệu Thiên Bảo (từ 742), Huyền Tông càng lo hưởng lạc và mất sáng suốt.
Không chỉ riêng vua Huyền Tông, những người trong tông thất và quan lại đều có đời sống xa xỉ. Cùng lúc, nhà Đường vẫn gây những cuộc chiến với các nước xung quanh khiến chi phí của triều đình ngày càng nhiều, sức ép về tài chính ngày càng đè nặng. Để giải quyết sự mất cân đối giữa thu và chi, triều đình tăng mức sưu thuế mà nhân dân phải đóng góp. Nhiều quan lại địa phương nhân lệnh tăng thuế của triều đình trung ương để tăng cường vơ vét của dân làm giàu. Một số người dân không chịu nổi mức thuế cao phải bỏ trốn. Để bù phần thiếu hụt của những người bỏ trốn, triều đình lại bắt chia số thiếu của người bỏ trốn đánh đều vào những người xung quanh. Bị bóc lột nặng nề hơn, những người sống yên lành lúc đó không còn chịu nổi sưu cao thuế nặng cũng buộc phải bỏ trốn theo những người kia.
Thậm chí có viên tướng Vương Hỏng giữ chức Hộ khẩu sắc dịch sứ còn ra lệnh truy thu thuế với những người lính chết trận mà chưa được tướng chỉ huy ngoài vùng biên cương xóa bỏ hộ tịch, trong đó có người bị truy thu thuế tới 30 năm. Ngoài sưu thuế, người dân còn phải chịu chế độ binh dịch rất nặng nề. Điều đó khiến mâu thuẫn giữa chính quyền nhà Đường và nhân dân ngày càng sâu sắc.

### Mâu thuẫn sắc tộc
Từ cuối những năm Khai Nguyên sang đầu những năm Thiên Bảo, Đường Huyền Tông nhiều lần điều quân đi đánh các nước lân cận ở phía tây, tây nam, phía bắc và đông bắc như Thổ Phồn, Nam Chiếu, Khiết Đan, Đại Thực... khiến không chỉ dân trong nước oán hận về binh dịch mà còn gây thù với những dân tộc xung quanh.
Từ thời nhà Tùy, có nhiều người Đột Quyết đã di cư tới phía bắc U châu; tại Liêu Tây có nhiều người Hề và người Khiết Đan đến cư trú. Họ vẫn bảo lưu tập tục truyền thống của mình. Cuối thế kỷ 7 từng xảy ra việc ngược đãi người dị tộc của tướng nhà Đường khiến họ nổi dậy chống lại. Khi mới lên ngôi, Đường Huyền Tông đã dàn xếp được mâu thuẫn tạm thời, nhưng tới những năm Thiên Bảo tình hình lại căng thẳng.

### Mâu thuẫn trong giới cầm quyền
Trong nội bộ giai cấp thống trị nhà Đường, ngày càng nhiều mâu thuẫn nảy sinh giữa các phe phái không chấm dứt. Trong thời hậu kỳ, Đường Huyền Tông ngày càng mê muội, xa lánh những quan lại trung lương nên họ phải rút khỏi chính quyền. Một nhóm gian thần cầm đầu là Lý Lâm Phủ (một người họ xa trong tông thất), một nhóm khác là các hoạn quan đứng đầu là Cao Lực Sĩ cùng trỗi dậy. Bên cạnh đó, lực lượng ngoại thích do Dương Quốc Trung (có cùng cụ nội với Dương Ngọc Hoàn) cũng có quyền thế ngày càng lớn. Các phe phái trong triều đấu tranh khi ngấm ngầm khi công khai đều nhằm mục đích tư lợi không vì lợi ích quốc gia khiến việc chính trị ngày càng rối ren.

### Sai lầm về chính sách biên cương
Một trong những sai lầm lớn của Đường Huyền Tông là áp dụng chính sách "trong nhẹ ngoài nặng" theo tể tướng Lý Lâm Phủ.
Trước đây nhà Đường thịnh hành một nguyên tắc "trong nặng ngoài nhẹ" cho người lính luân phiên chịu binh dịch và làm ruộng; nhưng sau đó áp dụng chế độ mộ binh khiến người lính trở thành những quân nhân chuyên nghiệp. Chế độ này tuy nâng cao tinh thần chiến đấu của binh sĩ, nhưng mặt khác lại khiến người lính phụ thuộc nhiều hơn vào thủ lĩnh chỉ huy chứ không phụ thuộc vào triều đình. Hơn nữa, Đường Huyền Tông ham mở rộng lãnh thổ, cho các tướng tự mình mộ binh và nuôi quân để lập công, nên binh lực các trấn ngoài biên của các tướng địa phương ngày càng mạnh. Theo thống kê những năm đầu niên hiệu Thiên Bảo, binh lực của các trấn vùng biên có tới 49 vạn, trong khi quân triều đình trung ương do nhà Đường trực tiếp quản lý tại kinh thành và các châu chỉ có 8 vạn người. Con số chênh lệch đó phản ánh rõ tình trạng "trong nhẹ ngoài nặng".
Ngoài quân sĩ, Đường Huyền Tông còn nghe theo Lý Lâm Phủ ra quyết sách sai lầm trong chính sách nhân sự với các tướng sĩ. Từ khi nhà Đường khai lập, các tướng trông giữ biên cương đều là những trung thần có đủ tài đức. Do đó sau một thời gian họ lập công ngoài biên ải, triều đình đều triệu về cho giữ chức vụ cao, kể cả Tể tướng, như Lý Tĩnh, Lý Tích, Lưu Nhân Quỹ, Lâu Sư Đức, Tiết Nột, Quách Nguyên Chấn, Trương Gia Trinh, Trương Duyệt, Tiêu Khao... Đối với các Phiên tướng (tướng người thiểu số), dù họ có lòng trung thành, nhà Đường vẫn luôn khống chế chức vụ, dù để họ làm tướng cầm quân nhưng vẫn phân công một đại thần người Hán đi kèm giữ vai trò thống soái nhằm kiềm chế họ.
Chính sách này giúp hạn chế tình trạng cát cứ của các tướng lĩnh địa phương, không ai nắm quyền ngoài biên ải quá lâu; và các tướng người thiểu số có sự giám sát. Nhưng đến khi Lý Lâm Phủ làm Tể tướng sợ các tướng ngoài biên ải về giành mất ngôi đầu triều của mình, nên kiến nghị Huyền Tông áp dụng chính sách dùng các tướng "người Hồ" làm thống soái ngoài biên cương, không khống chế họ ở dưới một đại thần người Hán của triều đình nữa. Lý do Lý Lâm Phủ nêu ra là các tướng người Hồ dũng cảm thiện chiến, không có mối quan hệ xã hội phức tạp ở trung nguyên, không biết chữ Hán, cô lập không có bè cánh, như vậy đáng tin cậy hơn các tướng người Hán. Đường Huyền Tông nghe theo. Các tướng người Hồ dù lập nhiều công nhưng không có cơ hội về triều trở thành Tể tướng do trình độ văn hóa thấp và điều đó khiến Lý Lâm Phủ yên tâm với ngôi vị của mình.
Ngay trước khi Lâm Phủ nêu kiến nghị này, đã xảy ra vụ án tướng Vương Thừa Tự đang làm Tiết độ sứ Hà Tây bị vu cáo muốn dùng binh lực bản bộ giúp Thái tử lên ngôi hoàng đế. Đường Huyền Tông không xét đoán đã ra lệnh bắt ngay Vương Thừa Tự xử tử. Đúng lúc đó nghe kiến nghị của Lý Lâm Phủ, Huyền Tông lập tức chấp nhận, bèn đề bạt các tướng người Hồ như An Lộc Sơn, An Tư Thuận, Kha Thư Hàn, Cao Tiên Chi làm đại tướng. Các tướng người Hồ, điển hình là An Lộc Sơn, có cơ hội phát triển lực lượng riêng vùng biên ải ngày càng trở nên lớn mạnh ngoài sự khống chế của triều đình.
Đương thời 10 trấn nhà Đường năm 742 dưới thời Đường Huyền Tông có thực lực quân sự như sau:
| Thứ tự | Tên phiên trấn | Lỵ sở vùng kiểm soát            | Số lính | Số ngựa    |
| ------ | -------------- | ------------------------------- | ------- | ---------- |
| 1      | An Tây         | Kucha (lưu vực Tarim)           | 24.000  | 2.700      |
| 2      | Bắc Đình       | Besbalik (gần Urumqi)           | 20.000  | 5.000      |
| 3      | Hà Tây         | Lương châu (miền trung Cam Túc) | 73.000  | 7.900      |
| 4      | Sóc Phương     | Linh châu (thượng lưu Hoàng Hà) | 64.700  | 13.300     |
| 5      | Hà Đông        | Thái Nguyên (Sơn Tây)           | 55.000  | 14.800     |
| 6      | Phạm Dương     | U châu (Bắc Kinh)               | 91.000  | 6.500      |
| 7      | Bình Lư        | Dinh châu (Sơn Đông)            | 37.500  | 5.500      |
| 8      | Lũng Hữu       | Xiển châu (Kokonor)             | 75.000  | 10.000     |
| 9      | Kiếm Nam       | Thành Đô (Tứ Xuyên)             | 30.900  | 2.000      |
| 10     | Lĩnh Nam       | Quảng châu                      | 15.400  | (không rõ) |

## Sự chuẩn bị của An Lộc Sơn

### Lấy lòng vua Đường
Thủ lĩnh cầm đầu cuộc nổi dậy chống nhà Đường là An Lộc Sơn. An Lộc Sơn là người Liễu Thành, tên thật là An Rokhan, người dân tộc Sogdian (Túc Đặc). Lộc Sơn nguyên mang họ Khang, nhưng sau đó bà mẹ cải giá với An Diên Yểm nên lấy họ An. Lộc Sơn là phiên âm tiếng Hán của chữ Roxsan, theo tiếng bản tộc có nghĩa là "ánh sáng".
Lộc Sơn đầu quân làm tướng nhà Đường, nhờ chiến đấu dũng cảm và tỏ ra trung thành nên nhanh chóng được thăng tiến. Từ năm 740 đến năm 751, An Lộc Sơn được thăng từ đô đốc Doanh châu lên Tiết độ sứ ba trấn Phạm Dương, Hà Đông và Bình Lư, nắm toàn bộ vùng đông bắc Trung Quốc khi đó.
Tuy có trí thông minh nhưng Lộc Sơn luôn tỏ ra vụng về ngốc nghếch khiến Đường Huyền Tông rất tin tưởng và nhận ông làm con nuôi. Vợ Huyền Tông là Dương Quý Phi trở thành mẹ nuôi của Lộc Sơn, dù kém ông 16 tuổi. Tuy nhiên chính từ lúc ra vào triều kiến vua Đường, Lộc Sơn và Dương Quý Phi bắt đầu có quan hệ lén lút nhưng Huyền Tông không hề nghi ngờ mà càng thêm tín nhiệm Lộc Sơn. An Lộc Sơn to béo bụng phệ, theo sử sách ghi lại thì người nặng tới 330 cân. Huyền Tông thấy vậy hỏi, Lộc Sơn lại mau miệng đáp rằng bụng to vì mang lòng trung với vua Đường. Huyền Tông nghe thế lại càng tin Lộc Sơn.

### Xây dựng lực lượng
Ngay khi Lộc Sơn chưa có thế mạnh thì Tể tướng Trương Cửu Linh, thái tử Lý Hanh... đã không vừa lòng với Lộc Sơn và cảnh báo Huyền Tông rằng Lộc Sơn sẽ làm phản. Huyền Tông không tin, trái lại còn thỏa mãn các yêu cầu của Lộc Sơn như cho bổ sung quân nhu và binh mã. Dựa vào các quan lại có qua lại trong triều, An Lộc Sơn biết được thái độ của thái tử Hanh với mình, nên càng gấp rút chuẩn bị lực lượng để lo cho tương lai sau khi Đường Huyền Tông qua đời.
Để sau này có đường lui, dựa vào sự tín nhiệm hiện tại của Đường Huyền Tông, An Lộc Sơn bắt đầu xây dựng thực lực riêng cho mình. Ông thu dụng những văn sĩ bất mãn người Hán như Nghiêm Trang, Cao Thượng, Trương Thông Nho, Lý Đình Kiên làm mưu sĩ.
Với khả năng biết tới 6 thứ tiếng các tộc thiểu số, ông ra sức chiêu dụ các quân nhân người tộc này. Sau các trận đánh có quân đầu hàng hoặc bị bắt, đích thân ông dùng ngôn ngữ của họ để giao tiếp gây thiện cảm, an ủi họ, lôi kéo trở thành trợ thủ đắc lực. Ông tuyển chọn ra 8000 quân thiện chiến làm lực lượng nòng cốt, nhiều người bộ tộc Đồng La, Hề, Khiết Đan rất dũng mãnh, thiện chiến mà ông nuôi dưỡng, huấn luyện thành lực lượng riêng gọi là Duệ lạc hà (Tiếng bản tộc có nghĩa là tráng sĩ).
Năm 754, An Lộc Sơn tiến thêm một bước để thu phục lòng trung thành của họ, đề bạt 500 người Hề, Khiết Đan, Cửu Tính, Đồng La lên làm tướng quân và 2000 người thăng chức Trung lang tướng. Đầu năm 755 ông lại dùng 32 tướng người Hồ thay các tướng người Hán, từ đó toàn bộ tướng lãnh dưới quyền An Lộc Sơn đều là người Hồ. Ngoài ra, An Lộc Sơn còn ra sức tích lương thảo, nuôi nhiều chiến mã, làm số quân và thực lực mạnh hơn hẳn lực lượng của triều đình trung ương nhà Đường.
Các hành động của An Lộc Sơn khiến nhiều người trong chính quyền trung ương nghi ngờ. Tới giai đoạn sau, khi binh lực của Lộc Sơn đã mạnh, các quyền thần như Lý Lâm Phủ, Dương Quốc Trung đều có những tính toán riêng, nên họ đều có ý định lợi dụng An Lộc Sơn và đề phòng lẫn nhau. An Lộc Sơn đã khôn khéo triệt để lợi dụng mâu thuẫn giữa các đại thần trong chính quyền trung ương để tranh thủ thời gian chuẩn bị thế lực cho mình.
Cho tới năm 755, An Lộc Sơn đã cất nhắc và trọng dụng các tướng văn, võ vào bộ máy dưới quyền mình gồm:
- Bên văn có Cao Thượng, Nghiêm Trang, Trương Thông Nho, Lý Đình Kiên, Bình Liệt, Lý Sử Ngư, Độc Cô Vấn Tục
- Bên võ có Sử Tư Minh, An Thủ Trung, Lý Quy Nhân, Thái Hy Đức, Ngưu Đình Giới, Hướng Thuận Dung, Lý Đình Vọng, Thôi Càn Hựu, Doãn Tử Kỳ, Hà Thiên Nhiên, Vũ Lệnh Tuần, Hùng Nguyên Hạo, Điền Thừa Tự, Điền Càn Chân, A Sử Na Thừa Khánh

## Chiến tranh bùng phát
Năm 752, Lý Lâm Phủ chết, quyền hành trong triều đình Trường An lọt vào tay ngoại thích Dương Quốc Trung - anh họ (cùng cụ nội) của Dương Quý Phi. Quốc Trung trở thành Tể tướng. Dương Quốc Trung và An Lộc Sơn cùng tranh giành sự ân sủng của Đường Huyền Tông nên nảy sinh mâu thuẫn ngày càng gay gắt.
Dương Quốc Trung cảnh báo với Huyền Tông rằng Lộc Sơn sẽ làm phản. Đường Huyền Tông nghi hoặc sai sứ đi dò xét. An Lộc Sơn đều mua chuộc bằng vàng bạc nên các sứ giả ai cũng ca ngợi ông. Nhờ tài năng đánh dẹp, chiêu dụ sự phản loạn của một số bộ tộc người Hề và người Khiết Đan ở biên cương, ông càng được vua Đường xem là bức thành bảo vệ biên giới. Huyền Tông tuổi già, ham hưởng lạc, cho con Lộc Sơn làm quan trong triều, sau đó còn thông gia với Lộc Sơn, gả con gái cho con trai Lộc Sơn là An Khánh Tông.
Nhưng những việc xây dựng lực lượng của An Lộc khiến không chỉ Dương Quốc Trung mà cả các triều thần khác cùng dấy lên dư luận nghi ngại về việc ông sẽ làm phản. Dù đã có ý làm phản nhưng An Lộc Sơn nghĩ tới ân tình của Đường Huyền Tông quá tín nhiệm mình nên còn do dự.
Tuy nhiên, Dương Quốc Trung muốn minh chứng cho lời nhận xét của mình về Lộc Sơn, càng ngày càng tỏ ý định trừ bỏ Lộc Sơn. Thêm vào đó, có lời đề nghị nên quyết đoán hành động của Sử Tư Minh và các mưu sĩ Nghiêm Trang, Cao Thượng đã thúc đẩy Lộc Sơn quyết định dấy binh chống nhà Đường.
Ngày Giáp Tý (16) tháng 11 năm Ất Mùi (tức 16 tháng 12 năm 755), với danh nghĩa "phụng mật chiếu hoàng đế thảo phạt Dương Quốc Trung", An Lộc Sơn khởi binh từ Phạm Dương, chính thức phản lại nhà Đường.

## An Lộc Sơn đánh chiếm hai kinh

### Đánh chiếm Lạc Dương
An Lộc Sơn có 15 vạn quân, nói phao lên là 20 vạn, ồ ạt tiến xuống phía nam. Khi tin Lộc Sơn làm phản truyền đến Trường An, ban đầu Đường Huyền Tông không tin, cho là tin đồn thất thiệt. Đến khi tin được xác nhận là đúng, cả Huyền Tông và nhiều quan lại trong triều đều hốt hoảng, mất bình tĩnh.
Dương Quốc Trung tự cho mình là đã dự kiến được điều đó, và tiếp tục dự đoán rằng quân phản sẽ chỉ hoạt động được chục ngày thì sẽ xảy ra chia rẽ nội bộ, Lộc Sơn sẽ bị thủ hạ giết. Đường Huyền Tông và các triều thần quen an nhàn, khi bất ngờ gặp tai biến có tâm lý cầu may, tin vào Dương Quốc Trung.
Nhưng quân An Lộc Sơn mạnh mẽ hơn nhiều so với sự dự liệu của nhà Đường. Trong không đầy 1 tháng, An Lộc Sơn đã kéo tới Linh Xương, vượt qua sông Hoàng Hà, gần như không gặp sự chống đối nào, liên tiếp hạ thành chiếm đất. Sau đó An Lộc Sơn đánh chiếm các trọng điểm Trần Lưu, Vinh Dương và tiến đánh Lạc Dương.
Đường Huyền Tông vội điều binh, cho Phong Thường Thanh làm Tiết độ sứ Phạm Dương (thay An Lộc Sơn), đến Lạc Dương mộ binh chống lại An Lộc Sơn. Mặt khác, Huyền Tông tự mộ thêm 5 vạn người ngựa, giao cho Tiết độ sứ An Tây là Cao Tiên Chi đóng giữ Thiểm châu; lại cử Quách Tử Nghi làm Tiết độ sứ Sóc Phương phòng thủ phía đông nam Hoàng Hà. Triều đình cần một người làm tổng quản quân đội ở Hà Bắc, Sơn Đông, Huyền Tông bèn trưng cầu các tướng đề cử. Quách Tử Nghi tiến cử Lý Quang Bật, Huyền Tông tiếp nhận ngay, phong Quang Bật làm Tiết độ sứ Hà Đông.
Phong Thường Thanh mộ được 6 vạn quân, nhưng họ đều là những người dân ở chợ búa chưa từng luyện tập và chưa quen đánh trận. Thường Thanh mang quân ra cửa Vũ Lao chặn đánh Lộc Sơn, nhưng bị đánh bại phải quay về giữ Lạc Dương. An Lộc Sơn kéo đến vây đánh Lạc Dương. Quân ô hợp của Thường Thanh không địch nổi, nhanh chóng bị đánh bại lần thứ hai. Lộc Sơn chiếm được đông đô Lạc Dương.
Phong Thường Thanh chạy tới Thiểm châu, hội quân với Cao Tiên Chi. An Lộc Sơn tiếp tục tiến quân đánh Thiểm châu, tiếp tục đánh bại hai tướng nhà Đường. Tiên Chi và Thường Thanh thua trận chạy về giữ ải Đồng Quan. Đường Huyền Tông nghe tin Thường Thanh thua trận bèn tước hết quan chức. Cao Tiên Chi lệnh cho Thường Thanh tuần tra giám sát các trại xung quanh.
Đường Huyền Tông sai hoạn quan Biên Lệnh Thành ra làm Giám quân, giám sát quân Cao Tiên Chi. Biên Lệnh Thành thường hạch sách bắt Cao Tiên Chi thỏa mãn yêu cầu cá nhân, nhưng đều bị Tiên Chi từ chối.
Đường Huyền Tông không đánh giá hết thực lực của quân An Lộc Sơn, nghe theo lời gièm của hoạn quan Biên Lệnh Thành rằng Cao Tiên Chi vô cớ bỏ thành giải tán quân và tự ý giảm khẩu phần của binh lính, quy trách nhiệm cho hai tướng để thua trận, hạ lệnh giết cả Phong Thường Thanh và Cao Tiên Chi, cử Kha Thư Hàn đang ốm ra trấn thủ Đồng Quan.

### Chiến sự ở Hà Bắc

#### Các thành nhà Đường bị vây hãm
An Lộc Sơn nhanh chóng đánh chiếm hầu hết đất đai Hà Bắc như gió cuốn, nhưng trong địa bàn mới chiếm được vẫn có một số tướng nhà Đường tận lực trung thành, kiên trì giữ thành thế thủ không đầu hàng, như Thái thú Bình Nguyên là Nhan Chân Khanh, Thái thú Thường Sơn là Nhan Cảo Khanh (hai anh em họ). Mười bảy quận Hà Bắc nghe theo các tướng họ Nhan, cùng nhau phản lại Lộc Sơn, trở lại quy thuận nhà Đường. An Lộc Sơn chỉ còn làm chủ các quận Hà Bắc là Ngư Dương, Phạm Dương, Bắc Bình, Mật Vân, Cấp Nghiệp, buộc phải ngưng đánh Đồng Quan, quay trở lại chinh chiến. Ông tự mình đóng quân tại Lạc Dương để điều binh các trấn.
Nhân đó, các tướng ở Hà Nam đang bị quân An Lộc Sơn chiếm như Thái thú Nam Dương là Lỗ Linh, thái thú Tuy Dương là Hứa Viễn, huyện lệnh Chân Nguyên là Trương Tuần cũng khởi binh chống lại An Lộc Sơn, chặn giữ con đường tiến xuống phía nam.
Trong các thành trì chống An Lộc Sơn trong vùng Lộc Sơn quản lý, quận Thường Sơn bị hạ đầu tiên. Thái thú Nhan Cảo Khanh không chống nổi đại quân Sử Tư Minh, bị quân Yên bắt. Quân yên dụ hàng không được bèn giết Cảo Khanh.
An Lộc Sơn nôn nóng muốn làm hoàng đế nên sang tháng 1 năm sau (756), tự xưng là Đại Yên hoàng đế, đặt niên hiệu là Thánh Vũ. Ông phong con thứ là An Khánh Tự làm Tấn vương, Trương Thông Nho làm Trung thư lệnh, Cao Thượng và Nghiêm Trang làm Trung thư thị lang; sai An Khánh Tự làm tiên phong cùng Thôi Càn Hựu mang quân đi đánh Đồng Quan - cửa ngõ kinh thành Trường An. Lộc Sơn giao cho Sử Tư Minh lo việc đánh dẹp các thành trì còn chưa chiếm được ở Hà Bắc và phòng giữ căn cứ Phạm Dương.

#### Mũi ra quân của Quách, Lý từ Trường An
Tháng giêng năm 756, Lý Quang Bật mang 5000 quân tiến về phía đông, đánh phá Tỉnh Hình, quận Thường Sơn. Tướng Yên là Sử Tư Minh mang mấy vạn quân đến cứu viện, cắt đứt đường vận lương của quân Đường. Lý Quang Bật mang 500 cỗ xe đến Thạch Ấp lấy lương, cùng 1000 quân đi hộ vệ. Trên đường băng qua vùng kiểm soát của Sử Tư Minh, Quang Bật sai quân xếp theo đội hình vuông, thần tốc hành quân, kết quả vượt qua vùng quân Yên. Khi Sử Tư Minh phát hiện thì Quang Bật đã đi khỏi. Có lương thảo đầy đủ, Lý Quang Bật tập hợp lực lượng đánh bại Tư Minh, giành lại hơn 10 huyện.
Tháng 4 năm 756, tướng Quách Tử Nghi nhà Đường giành lại được 2 quận Vân Trung và Mã Ấp. Sau đó Tử Nghi tiến quân đến Tỉnh Hình, phối hợp với Tiết độ sứ Hà Đông là Lý Quang Bật. Hai tướng cùng nhau đánh chiếm được 2 huyện Cửu Môn và Cảo Thành do tướng của Yên là Sử Tư Minh cố thủ trên 40 ngày. Quân Đường chiếm được 9 huyện của quận Thường Sơn, đường rút lui của quân Yên bị uy hiếp.
Sử Tư Minh tuy thua nhưng có quân đông, khí thế còn mạnh. Khi Quách Tử Nghi và Lý Quang Bật lui lại Thường Sơn để phòng thủ bèn mang quân đuổi theo. Quách Tử Nghi bèn sai 500 quân giương oai tiến lên phía bắc để đánh lừa Tư Minh. Tư Minh không biết là nghi binh, mang quân cấp tốc đuổi theo trong 3 ngày 3 đêm. Khi quân Yên đuổi tới huyện Hành Đường thì người ngựa đã rất mệt mỏi, lúc đó mới phát hiện ra phía trước chỉ có 500 quân Đường, bèn quay trở lại sông Sa Hà nghỉ ngơi. Quách Tử Nghi thừa lúc quân Yên mệt mỏi bèn mang quân đánh úp, giành thắng lợi lớn.
An Lộc Sơn nghe tin Tư Minh thua trận bèn sai Thái Hy Đức mang 2 vạn bộ binh và kỵ binh tới chi viện, lại sai Ngưu Đình Giới mang 1 vạn quân tới hỗ trợ Tư Minh. Tư Minh có 5 vạn quân trong tay.
Quách Tử Nghi không vội giao chiến, vẫn dùng chiến thuật trì hoãn khiến quân địch nản lòng. Ông mang quân lên phía bắc, dụ Tư Minh đuổi theo. Tư Minh được tăng viện, yên tâm mang quân đuổi. Tử Nghi đến đóng quân ở Hằng Dương, củng cố lại thành trì. Sử Tư Minh mang quân tới đánh thành không được. Hễ Tư Minh có ý định lui thì Quách Tử Nghi mang quân ra truy kích. Tư Minh quay trở lại đánh thì quân Đường lại rút vào thành cố thủ. Sử Tư Minh tiến lui đều không được, rất mệt mỏi. Lúc đó Quách Tử Nghi báo cho Lý Quang Bật tới trợ chiến, quân Đường có tổng cộng 10 vạn người, tổ chức tấn công quy mô vào quân Yên ở Gia Sơn, kết quả diệt hơn 4 vạn quân Yên, bắt sống 1000 người. Sử Tư Minh thua to, bị ngã ngựa, may mắn trốn thoát, chạy về cố thủ ở Bác Lăng. Quách Tử Nghi và Lý Quang Bật mang quân vây hãm Bác Lăng.

### Trận Đồng Quan: quân Yên chiếm Trường An

#### Tình cảnh quân Yên
Trận Gia Sơn đẩy quân Yên vào thế nguy khốn. Cánh quân Yên của An Lộc Sơn đang đánh Trường An bị Kha Thư Hàn án ngữ ở Đồng Quan, dùng chiến thuật phòng thủ không ra khiến quân Yên mắc kẹt không tiến lên được, phía sau thì Quách Tử Nghi và Lý Quang Bật vây bọc. Nhiều tướng Yên đầu hàng nhà Đường, các trinh thám đi đưa thư cũng đều bị quân Đường bắt được. An Lộc Sơn chán nản định bàn cách bỏ Lạc Dương rút về căn cứ Phạm Dương và Bình Lư. Ông tỏ ra ân hận vì đã dấy binh theo đề nghị của các thủ hạ, trách mắng thậm tệ Nghiêm Trang và Cao Thượng.
Để khắc phục tình hình trước mắt, An Lộc Sơn và Sử Tư Minh buộc phải bố trí lại lực lượng quân Yên ở Hà Bắc: ông đưa quân chủ lực về bảo vệ con đường Hà Nam đến căn cứ Phạm Dương để phòng quân Đường phản kích vào đất căn bản này.
Quách Tử Nghi và Lý Quang Bật kiến nghị Đường Huyền Tông cố thủ giữ chân An Lộc Sơn ở Đồng Quan, còn hai cánh quân Lý, Quách sẽ tấn công căn cứ Phạm Dương của Lộc Sơn.

#### Mâu thuẫn mới trong nội bộ nhà Đường
Cùng lúc đó trong triều nhà Đường tiếp tục phát sinh mâu thuẫn mới. Ngay khi nhận lệnh ra trấn thủ Đồng Quan, Kha Thư Hàn đã vu cáo tướng người Hồ khác là An Tư Thuận tư thông với An Lộc Sơn, khiến Tư Thuận bị giết oan.
Khi hai bên giằng co ở Đồng Quan, tại Trường An và xung quanh kinh thành nổ ra dư luận trong các tướng lĩnh quy trách nhiệm cho Dương Quốc Trung lộng hành và kích động ra cuộc phản loạn của An Lộc Sơn. Các tướng đang trấn giữ Đồng Quan như Kha Thư Hàn, Vương Tư Lễ khuyên có ý mang quân về kinh thanh trừng Dương Quốc Trung.
Cùng lúc Dương Quốc Trung cũng lo sợ Kha Thư Hàn mang đại quân về đối phó với ông, bèn xin Đường Huyền Tông mộ thêm binh lính phòng thủ cho hậu phương kinh thành. Huyền Tông nghe theo, Dương Quốc Trung bèn sai thủ hạ đi mộ 1 vạn quân, cho Đỗ Càn Vận tiếp quản, ra đóng ở Bá Thượng. Đội quân này tuy mang tiếng là bảo vệ kinh thành nhưng thực ra là bảo vệ Dương Quốc Trung khỏi sự thanh trừng của các tướng sĩ không cùng phe phái.
Kha Thư Hàn nghe tin Dương Quốc Trung đề phòng mình, bèn lấy lý do vì mặt trận chống Yên, đề nghị Huyền Tông điều động quân của Đỗ Cát Vận từ Bá Thượng tới nhập vào quân dưới quyền mình. Huyền Tông nghe theo. Kha Thư Hàn lấy quân rồi gọi Cát Vận đến giết chết.
Ngoài Quách Tử Nghi và Lý Quang Bật ở Hà Bắc kiến nghị Đường Huyền Tông cố thủ giữ chân An Lộc Sơn ở Đồng Quan, bản thân Kha Thư Hàn cũng có chủ trương này. Ông đề nghị Đường Huyền Tông cho cố thủ chờ thời vì "An Lộc Sơn không được lòng dân". Thôi Càn Hựu không thể phát động tấn công, chỉ hằng ngày luyện quân ở ngoài chờ cơ hội.
Tuy nhiên, có người báo về kinh rằng quân Yên ở Đồng Quan không đầy 4000 người, toàn quân già yếu. Dương Quốc Trung cũng tâu Huyền Tông nên thúc quân Thư Hàn ra trận, ngoài mặt là để giành thắng lợi quyết định trước quân Yên, còn trên thực tế là bằng mọi cách tránh mũi dùi của Kha Thư Hàn chĩa vào mình. Đường Huyền Tông nóng lòng muốn thắng lợi, nghe lời Quốc Trung, ép Kha Thư Hàn xuất kích từ Đồng Quan ra đánh quân Yên, tấn công Thiểm châu, Lạc Dương. Quyết sách đó của Đường Huyền Tông được các sử gia đánh giá là sai lầm chí mạng khiến nhà Đường đánh mất cơ hội xoay chuyển cục diện cuộc chiến một cách nhanh chóng.

#### Kha Thư Hàn bại trận
Ngày 4 tháng 6 năm 756, Kha Thư Hàn buộc phải mang quân ra đánh. Thôi Càn Hựu vốn đã mang quân trấn giữ hết các nơi hiểm yếu, chỉ để vài ngàn người ra trận. Kha Thư Hàn và Điền Lương Khâu trông thấy quân Yên ít nên yên tâm xuất chiến.
Tuy nhiên khi đại quân Kha Thư Hàn kéo ra thì rơi vào phục kích của Thôi Càn Hựu. Quân Đại Yên vùng dậy từ nơi ẩn náu quăng đá tới tấp xuống quân Đường. Quân Đường bị mắc trong chỗ chật hẹp không dùng vũ khí được, bị sát thương rất nhiều. Quân Yên lại nhân chiều gió thổi mạnh, đốt mấy chục xe cỏ khô cho gió thổi khói xuống. Quân Đường bị khói mù mịt không quan sát được, tự sát thương lẫn nhau khá nhiều.
Quân Đại Yên thừa cơ xông vào tới chém giết. Đội quân phía sau thấy quân phía trước bị thua nặng, xô nhau chạy hỗn loạn, bị chết hàng vạn người. Nhiều người trong quân Đường chen lấn xô xát nhau, bị rơi xuống sông Hoàng Hà. Bị quân Yên truy kích, một số quân sĩ buộc binh khí lại làm bè, dùng thương làm mái chèo, lội qua sông Hoàng Hà thoát thân.
Kết quả trận Đồng Quan, gần như toàn bộ 20 vạn quân Đường bị tiêu diệt, số quân thoát về bờ bắc không đầy 1/10. Quân Đại Yên thắng lớn, ngày 8 tháng 6 năm 756, tiến vào chiếm Đồng Quan.
Kha Thư Hàn mang vài trăm quân chạy thoát vượt sông Hoàng Hà đến trạm Quan Tây, thu nhặt tàn quân, định chiếm lại Đồng Quan, nhưng bộ tướng người Phiên là Hỏa Bạt Quy Nhân đã phản Đường hàng Yên, mang quân bản bộ bắt ông đưa đến chỗ An Lộc Sơn. An Lộc Sơn ra lệnh giết Hoả Bạt Quy Nhân vì tội phản bội chủ tướng, rồi dụ hàng Thư Hàn. Kha Thư Hàn chấp nhận hàng rồi viết thư dụ các tướng Đường khác quy thuận quân Yên, nhưng không ai nghe theo. Kha Thư Hàn tiếp tục bị quản thúc ở Lạc Dương (đến năm 757 thì ông cùng 30 tướng Đường tù binh khác bị An Khánh Tự ra lệnh giết chết khi quan Yên phải rút khỏi Lạc Dương).
Quân Yên thừa thắng ở Đồng Quan, ồ ạt tiến vào kinh thành Trường An. Đường Huyền Tông mang theo Dương Quý phi và thừa tướng Dương Quốc Trung hốt hoảng bỏ chạy về phía tây vào đất Thục.

## Hai nhà đổi chúa

### Chính biến ở Mã Ngôi

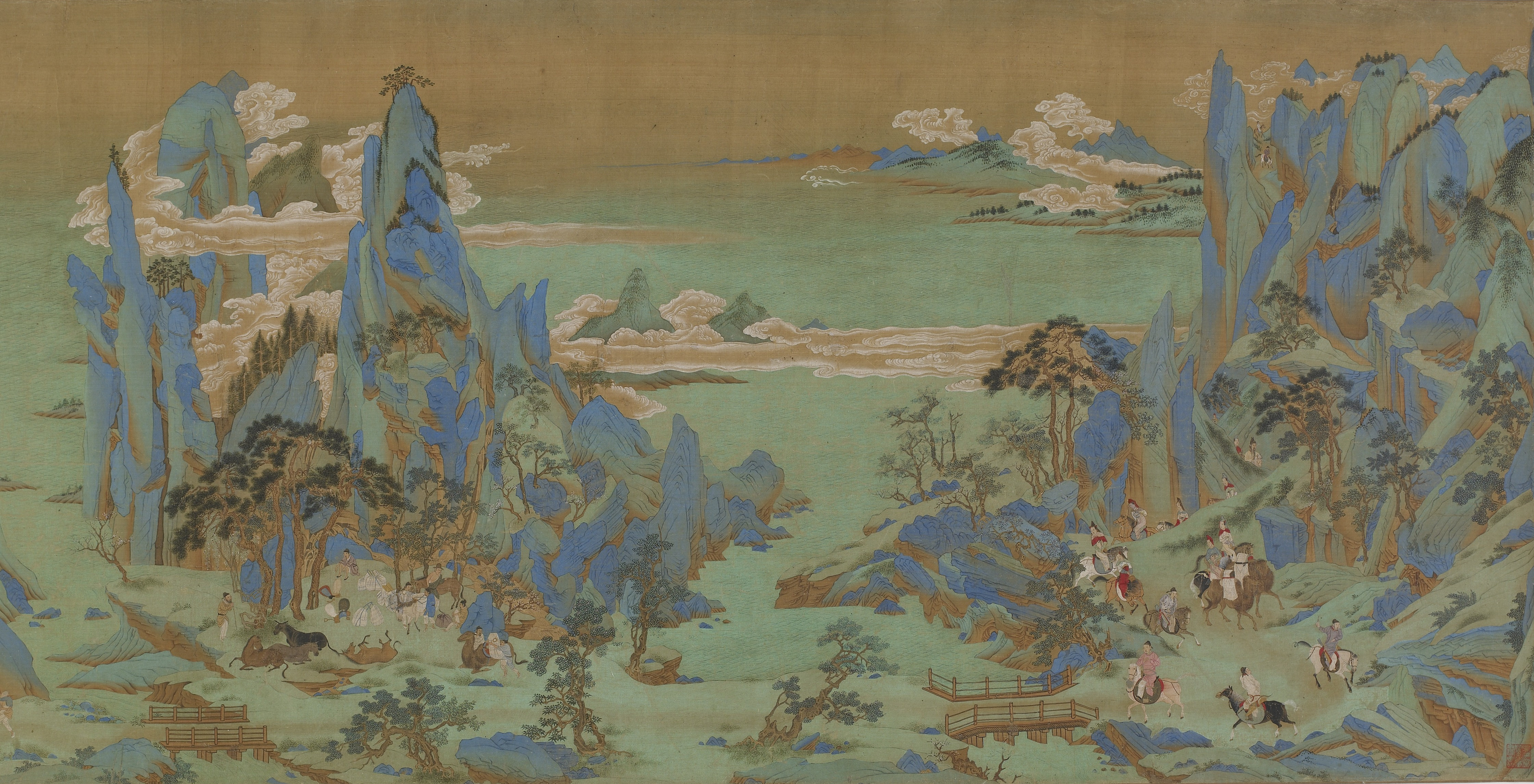
Đường Minh Hoàng chạy vào Tứ Xuyên của Qiu Ying (1494-1552) thời nhà Minh.

Quân Yên tiến vào Trường An, thả sức cướp bóc của cải, tàn phá kinh thành.
Tình trạng quân Đường vô cùng hỗn loạn. Khi xa giá Đường Huyền Tông đi đến Mã Ngôi, các tướng sĩ oán hận anh em Dương Quốc Trung và Dương Quý phi nên nổi loạn giết Quốc Trung và ép Huyền Tông xử tử Quý phi, nếu không sẽ không hộ giá nữa. Huyền Tông đành mang Quý phi thắt cổ ở Mã Ngôi.

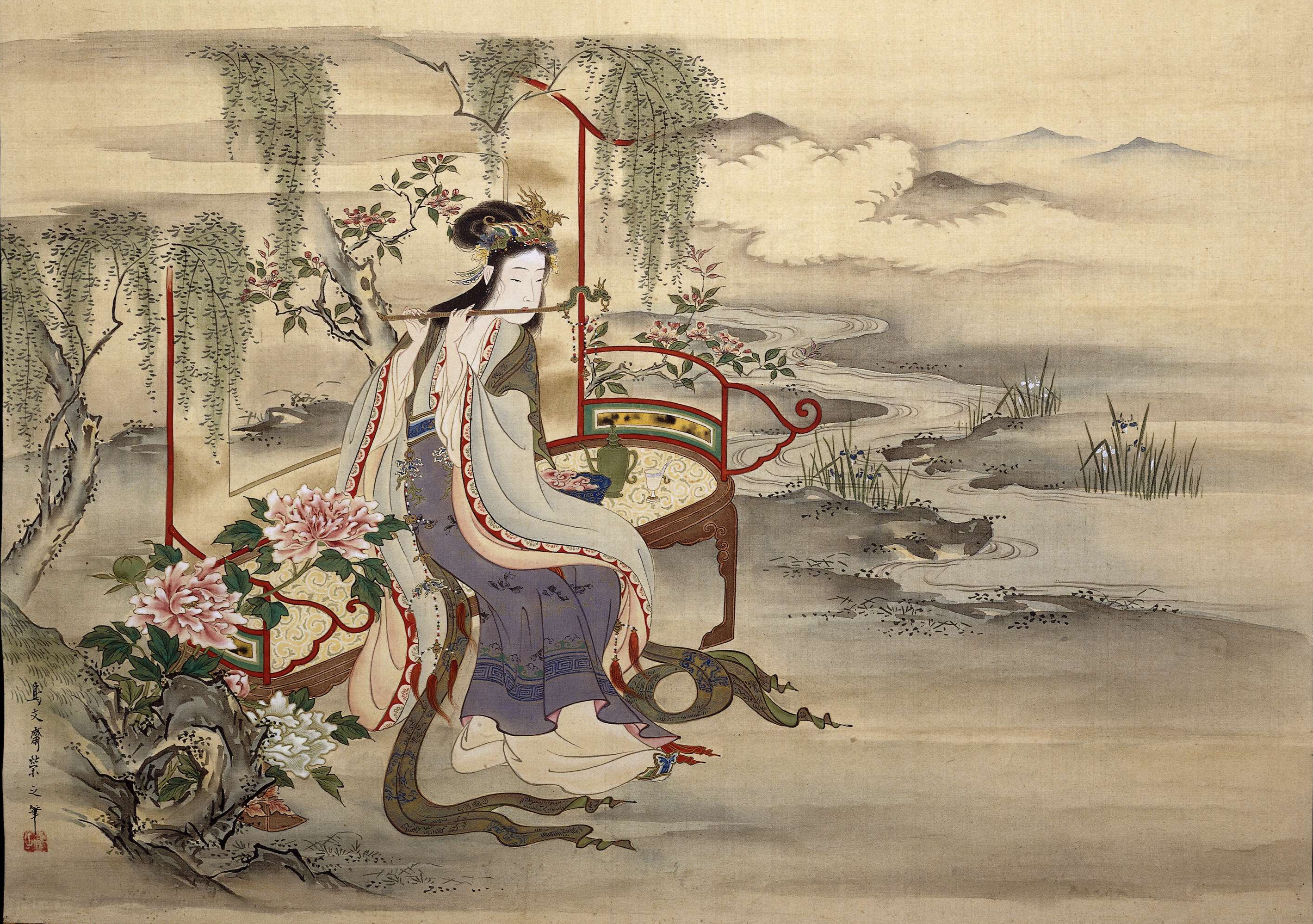
Dương Quý Phi
Tranh của Hosoda Eishi đầu thế kỷ 19 tại [http://www.britishmuseum.org/explore/highlights/highlight_objects/asia/h/hosoda_eishi,_the_chinese_beau.aspx Viện bảo tàng Anh

Thái tử Lý Hanh trên đường chạy theo Huyền Tông, bị nhân dân giữ lại nên đoàn của thái tử phải chuyển hướng chạy sang núi Linh Vũ. Được sự ủng hộ của các đại thần đi theo, tháng 7 năm 756, thái tử Hanh bèn tự lên ngôi ở Linh Vũ, tức là Đường Túc Tông, vọng tôn Huyền Tông làm thái thượng hoàng.
Hoàng đế Túc Tông được binh sĩ đưa lên làm vua ngày 13 tháng 8 năm 756, nhưng Đường Huyền Tông và đoàn tùy tùng chạy tới Tứ Xuyên, chỉ nhận được tin tức vào ngày 10 tháng 9 năm 756, và ngày đó là ngày kết thúc trị vì của Huyền Tông trên thực tế
Lực lượng của Đường Túc Tông mới tập hợp khá nhỏ yếu. Đường Túc Tông triệu tập các tướng sĩ về hộ giá để tổ chức lại lực lượng phản công quân Yên. Một người bạn thân lâu năm của Túc Tông là Lý Bí, thường được gọi là "Tể tướng áo vải", nhận lời đến giúp vua mới. Quách Tử Nghi và Lý Quang Bật ở Hà Bắc đang vây hãm Sử Tư Minh cũng rút quân về Linh Vũ hộ giá. Từ đó quân Đường bắt đầu được tổ chức lại dưới quyền Đường Túc Tông.

### Chính biến ở Lạc Dương
Kha Thư Hàn bị thủ hạ bắt nộp cho vua Yên An Lộc Sơn, sợ hãi xin hàng và tự nguyện viết thư dụ các tướng nhà Đường đầu hàng. Các tướng nhà Đường nhận thư đều chê trách Kha Thư Hàn không còn khí tiết, và không ai chịu hàng Yên. An Lộc Sơn thấy dùng Kha Thư Hàn không có kết quả bèn giam Thư Hàn lại.
An Lộc Sơn chiếm được 2 kinh Lạc Dương và Trường An, tỏ ra mãn nguyện và xem như đã chiếm được giang sơn nhà Đường, nghĩ đến chuyện hưởng lạc, không tính toán việc lâu dài nữa.
Nội bộ chính quyền Đại Yên tranh giành quyền lợi lẫn nhau. Lộc Sơn lại bị bệnh ở mắt, gần như bị mù, không trông rõ mọi vật. Do bị khối u đau nhức nên tâm tính trở nên hung dữ, hay đánh phạt thuộc hạ. Các tướng thân cận như Nghiêm Trang, Lý Trư Nhi cũng thường bị vua Yên đánh đòn.
Ngoài ra, Lộc Sơn còn yêu quý con nhỏ là An Khánh Ân do vợ thứ Đoàn thị sinh ra nên có ý định bỏ ngôi thái tử của An Khánh Tự. An Khánh Tự biết tin bất bình, bèn bàn với Nghiêm Trang và Lý Trư Nhi mưu giết cha giành ngôi vua.
Đầu năm 757, An Khánh Tự sai Nghiêm Trang và Lý Trư Nhi cầm dao vào cung cấm, chém mạnh vào bụng Lộc Sơn. Lộc Sơn vươn tay vớ con dao để dưới gối nhưng không được, ruột đổ ra đầy giường mà chết.
An Khánh Tự và các tướng truyền tin An Lộc Sơn ốm chết và xưng làm vua Yên. Sau đó Khánh Tự giết luôn hàng tướng Kha Thư Hàn.
Nghe theo lời Nghiêm Trang, An Khánh Tự ở trong cung cấm, giao quyền điều hành cho Nghiêm Trang. Mãnh tướng Sử Tư Minh vốn là bạn thân của An Lộc Sơn tỏ ra coi thường An Khánh Tự, thường không nghe lệnh. Để lấy lòng Tư Minh, Tự Khánh cho Tư Minh về Phạm Dương làm Tiết độ sứ, giao toàn quyền cai quản vùng căn bản của chính quyền Đại Yên.

## Giành lại Trường An

### Chiến sự trong vùng Đại Yên quản lý
Trước khi An Lộc Sơn chiếm được Trường An, quận Thường Sơn do Thái thú Nhan Cảo Khanh trấn giữ đã thất thủ. Cảo Khanh bị giết vì không hàng Yên.
Khi quân Yên tràn vào Trường An trong thế đắc thắng, An Lộc Sơn lệnh cho tướng Sử Tư Minh đẩy mạnh việc chinh phục Hà Bắc, Hà Nam. Trong lúc Đường Túc Tông còn đang tập hợp và củng cố lực lượng, chưa thể phản công quân Yên thì Sử Tư Minh được cởi vây từ Bác Lăng, ra sức nhổ nốt các thành trì còn trung thành với nhà Đường.
Sử Tư Minh đánh đâu thắng đó, tới bao vây Bình Nguyên. Tướng giữ Bình Nguyên là Nhan Chân Khanh sau nhiều ngày chống trả liệu thế không thể giữ được Bình Nguyên để chống đạo quân hùng mạnh của Tư Minh, bèn bỏ thành, men theo Giang Hoài – Kinh Tương tới Linh Vũ theo Đường Túc Tông. Túc Tông phong ông làm Thượng thư bộ Hình, Ngự sử đại phu.

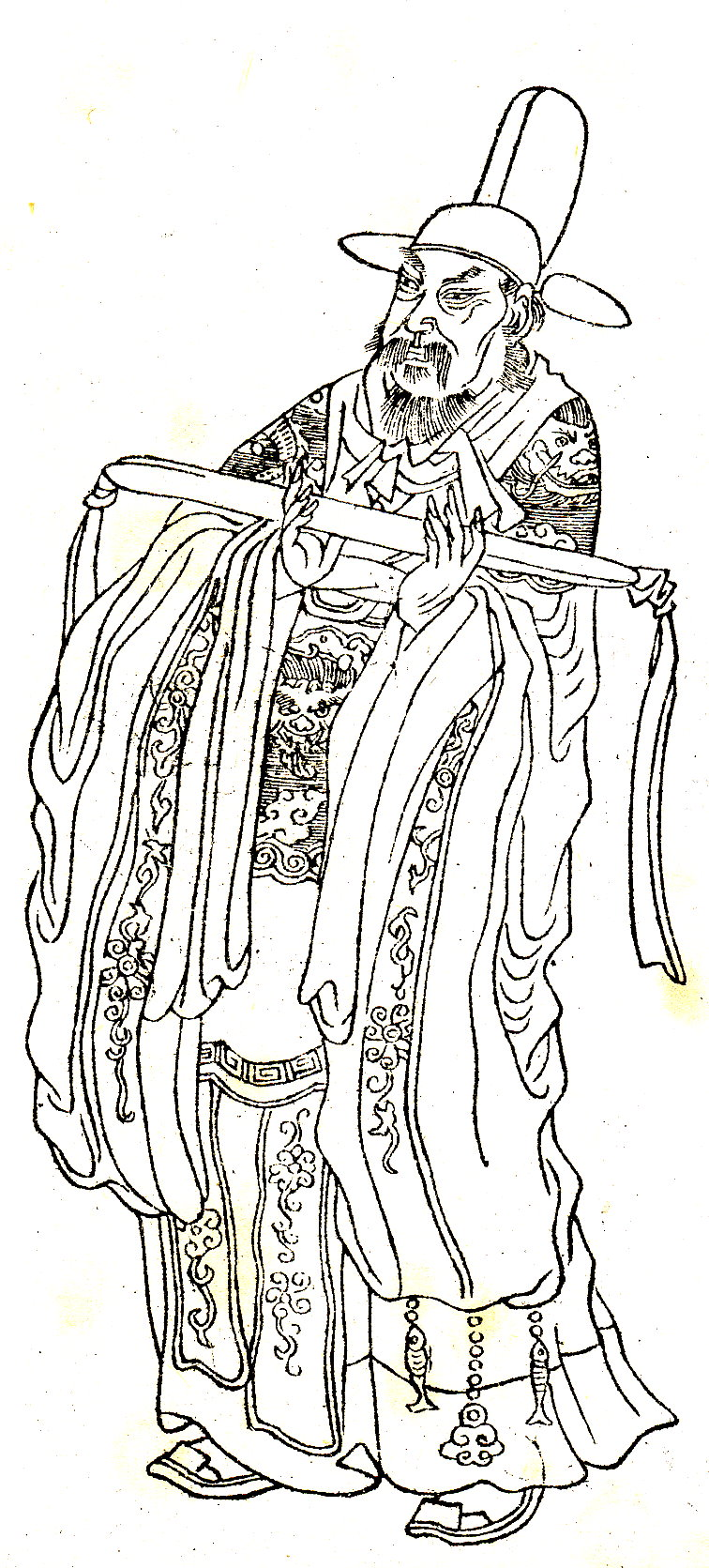
Trương Tuần

Trương Tuần và Hứa Viễn cùng nhau thế thủ ở Tuy Dương, cầm cự trước sức tấn công của 10 vạn quân Yên dưới quyền Doãn Tử Kỳ. Dù quân Đường thắng nhiều trận nhưng do thành bị vây quá lâu nên dần dần suy kiệt. Trong thành Tuy Dương lúc đó có 6 vạn hộc lương nhưng trong tình trạng bị bao vây ngặt nghèo. Giữa lúc đó Quắc vương Lý Cự hạ lệnh điều 3 vạn hộc lương cho Bộc Dương và Tế Âm. Hứa Viễn không đồng ý chuyển lương đi vì cần cho việc phòng thủ. Lý Cự không nghe, ép phải chuyển lương cho Tế Âm. Tướng giữ Tế Âm sau khi được 3 vạn hộc lương lại đầu hàng Doãn Tử Kỳ.
Doãn Tử Kỳ mang đại quân công phá Tuy Dương 3 lần. Trương Tuần cố thủ kiên cường trong thành, nhiều lần đẩy lui được các đợt tấn công của quân Yên. Nhưng sau đó trong thành hết lương. Nhân dân trong thành phải ăn cả vỏ cây, nhiều quân sĩ bị chết đói, chỉ còn lại vài trăm người ốm yếu. Trương Tuần phải giết cả ái thiếp để lấy thịt cho quân sĩ ăn(có tài liệu ghi là Trương Tuần giết 3 vạn dân để nuôi quân nhưng đây là tin sai sự thật vì quân trong thành chỉ còn hơn 1000 người vào thời điểm trước khi thất thủ).
Trương Tuần phái mãnh tướng Nam Tễ Vân cảm tử phá vòng vây ra ngoài cầu viện. Nhưng Hứa Thúc đóng quân ở Tiêu quận, Thượng Hoành đóng quân ở Bành Thành, Hạ Lan Tiến Minh ở Lâm Hoài đều không chịu ra quân cứu Tuy Dương.
Thành Tuy Dương sức cùng lực kiệt, đến tháng 10 năm 757 bị quân Yên hạ. Trương Tuần cùng Hứa Viễn, Nam Tễ Vân và các tướng sĩ ốm yếu đều bị bắt sống, vì không quy phục nên bị quân Yên giết.
Tuy Dương tuy cuối cùng bị hạ nhưng đã cầm chân hàng chục vạn quân Yên, ngăn chặn không cho tiến xuống phía nam (Giang – Hoài), giữ được con đường cung ứng kinh tế của nhà Đường được thông suốt, tạo điều kiện cho đại quân Đường ở phía tây, phía bắc có thời gian củng cố để phản công. Khi thành Tuy Dương bị quân Yên hạ thì cũng đúng lúc quân Đường phản công mạnh mẽ, giành lại hai kinh.

### Quân Đường phản công

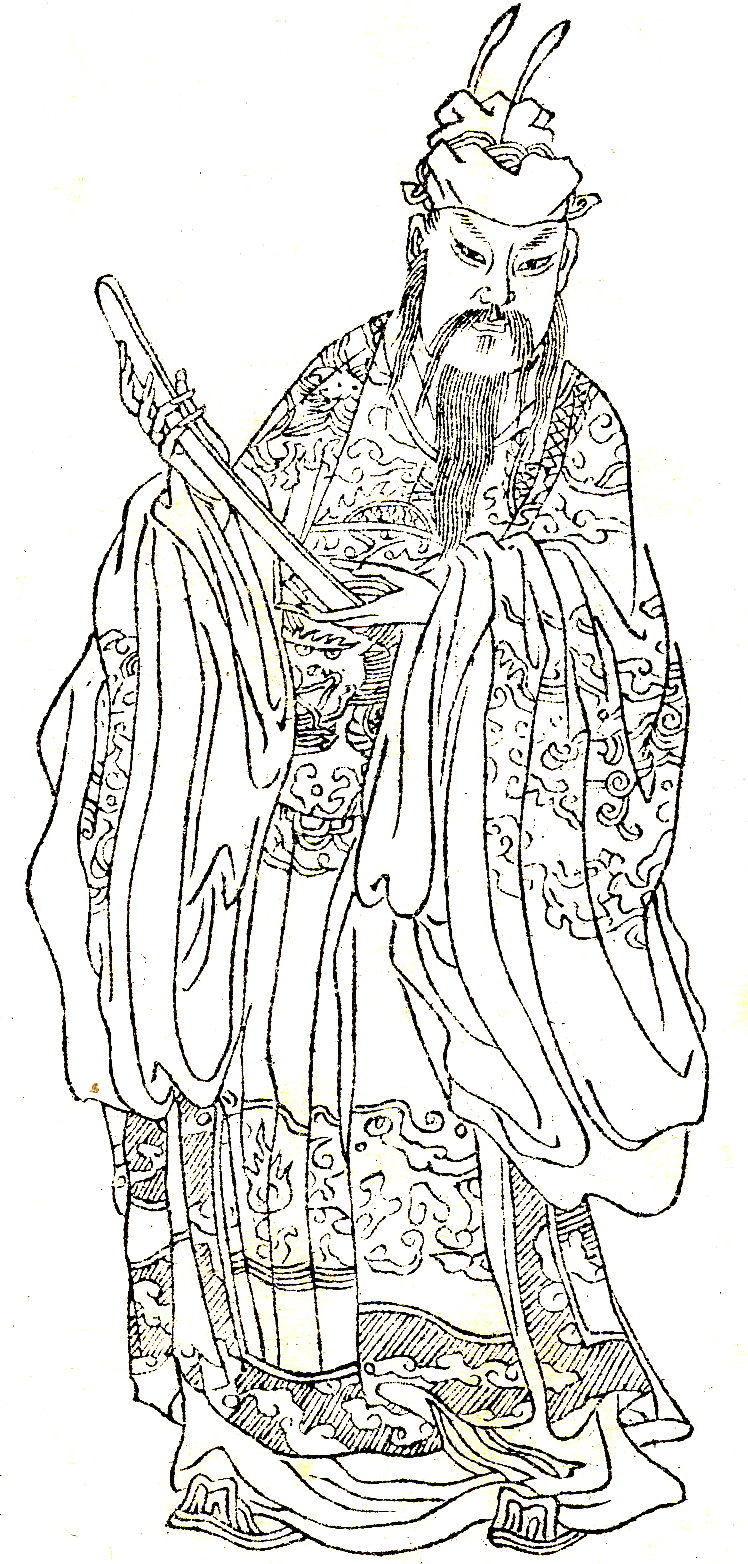
Chân dung Quách Tử Nghi

Qua một năm tập hợp và củng cố, quân Đường ở phương bắc mạnh lên nhiều. Trong khi đó nội bộ quân Yên lại chia rẽ. Mãnh tướng Sử Tư Minh mang gần 10 vạn quân ly khai Yên không nghe lệnh An Khánh Tự. Nhân thời cơ đó, Đường Túc Tông hạ lệnh phản công để thu hồi hai kinh (Lạc Dương, Trường An).
Tháng 4 năm 757, theo đề nghị của Lý Tất, Túc Tông phong con là Lý Bảo làm nguyên soái, Quách Tử Nghi làm phó nguyên soái, lãnh trách nhiệm thu hồi hai kinh. Đồng thời, Túc Tông theo đề nghị đã sai sứ giao hảo với Hồi Hột để mượn quân vì quân nước này dũng mãnh, có thể đối địch được với đội quân thiện chiến của Đại Yên. Túc Tông giao hẹn với Hồi Hột: "Sau khi đánh chiếm được thành, đất đai và dân chúng thuộc về nhà Đường, còn của cải vải vóc thuộc về các ông". Hồi Hột nhận lời giúp quân.
Tháng 5 năm 757, Quách Tử Nghi tiến từ Phong Tường về phía đông chuẩn bị đánh Trường An. Lúc đó quân Hồi Hột chưa đến. Đến Thanh Cừ thì quân Đường gặp quân Yên do Lý Quy Nhân, An Thủ Trung chỉ huy. Hai bên giữ nhau 7 ngày không giao chiến. Hai tướng Yên dùng mưu giả thua tháo lui. Quách Tử Nghi mắc mưu đuổi theo, hai tướng Yên dàn 9000 quân thành hình con rắn dài đón đánh. Tử Nghi đánh vào giữa, hai đầu "trường xà" kéo lại vây bọc, đánh quân Đường thua to. Tử Nghi phải lui quân về giữ Vũ Công.
Đường Túc Tông điều thêm quân tiếp viện cho Lý Bảo và Tử Nghi, trong đó có 4000 người Hồi Hột dưới quyền tướng Bộc Cố Hoài Ân. Sang tháng 9 năm đó, Tử Nghi có 15 vạn quân, lại tấn công Trường An lần thứ 2. Ngày 27 tháng 9, Tử Nghi kéo đến phía tây Trường An. An Thủ Trung và Lý Quy Nhân mang 10 vạn quân ra địch. Quách Tử Nghi sai Lý Tự Nghiệp cầm tiền quân, tự mình đi trung quân, sai Vương Âu Lễ làm hậu quân. Lý Tự Nghiệp và Lý Quy Nhân giao tranh giằng co mấy trận không phân thắng bại.
An Thủ Trung điều một cánh quân sang phía đông đánh vây bọc quân Đường. Quách Tử Nghi phát hiện, bèn sai Bộc Cố Hoài Ân (người Thiết Lặc, Hồi Hột) dẫn 4000 quân Hồi Hột ra giao chiến, giết hơn nửa quân Yên. Cánh quân Yên đi tập kích bị đánh bại. Quách Tử Nghi lại sai Hoài Ân vòng ra phía sau đánh úp quân Yên, đồng thời thúc tiền quân và trung quân cùng lúc tấn công ồ ạt. Sau hơn nửa ngày giao chiến, quân Đường giết 6 vạn quân Yên. Quân Yên thua chạy vào thành Trường An. Lý Bảo chủ trương cho binh sĩ nghỉ ngơi nên dừng lại không truy kích. An Thủ Trung, Trương Thông Nho và Lý Quy Nhân hoảng sợ, nhân lúc đêm tối bỏ thành rút chạy.
Ba ngày sau, Lý Bảo và Quách Tử Nghi mới mang quân đuổi theo quân Yên. Nhưng quân Đường triển khai chậm nên quân Yên có thời gian chỉnh đốn lại. Vua Yên An Khánh Tự sai Nghiêm Trang mang quân từ Lạc Dương sang phía tây tiếp viện cho Trường An, gặp tàn quân Yên thua chạy về, tập hợp lại được 15 vạn người.
Ngày 15 tháng 10, Quách Tử Nghi đụng độ quân Yên ở Tân Điếm. Quân Yên dựa vào núi bày trận, Tử Nghi cho đại quân tấn công chính diện, còn Bộc Cố Hoài Ân mang quân Hồi Hột đánh úp phía sau. Thấy cánh quân chính diện yếu thế, Hoài Ân dẫn quân thần tốc tới Nam Sơn, đánh mạnh vào sườn quân Yên. Quân Yên vốn sợ quân Hồi Hột, nên thấy quân Hồi Hột đến đều bỏ chạy. Quách Tử Nghi thừa cơ thúc 2 cánh quân chính diện tấn công ồ ạt. Quân Yên thua to, Nghiêm Trang và các tướng dẫn tàn quân chạy về phía đông. Quách Tử Nghi dẫn quân truy sát.
An Khánh Tự được tin cánh quân chủ lực đi cứu Trường An bị đánh bại rất sợ hãi, dẫn 300 kỵ binh và 1000 bộ binh bỏ Lạc Dương chạy về Nghiệp Thành. Ngày 18 tháng 10, quân Đường thừa thắng tiến vào Lạc Dương.
Hai kinh trở lại với nhà Đường.

## Trận Nghiệp Thành

### Sử Tư Minh giữa hai chính quyền
Theo kế của Nghiêm Trang, An Khánh Tự gọi Sử Tư Minh về hội quân, với ý định cướp quân của Tư Minh. Tư Minh nhận thấy ý định đó, bèn quyết định quy hàng nhà Đường để tránh việc bị cả quân Đường và quân Khánh Tự truy sát.
Tháng 12 năm 757, Đường Túc Tông trở lại hành cung ở Trường An. Sử Tư Minh mang 8 vạn quân cùng 13 quận Hà Bắc về hàng. Đường Túc Tông thu nhận, phong Tư Minh làm Quy Nghĩa vương, kiêm Tiết độ sứ Phạm Dương. Tuy thu nhận cho Tư Minh hàng nhưng nhà Đường vẫn nghi ngại ông. Năm 758, Đường Túc Tông sai Ô Thừa Ân đến bổ nhiệm ông làm Phó soái, song thực chất là để chờ thời cơ sát hại Tư Minh.
Ý định đó lộ ra, Sử Tư Minh bèn dùng kế lừa bắt sống Ô Thừa Ân. Khám trong người Ân có mật chiếu của Túc Tông và thư của Lý Quang Bật muốn trừ khử mình, Sử Tư Minh vô cùng giận dữ. Trong người Thừa Ân còn có danh sách các tướng đã về hàng cần phải trừ khử. Sử Tư Minh bèn triệu tập các tướng sĩ lại, hạ lệnh giết chết cha con Ô Thừa Ân và các sứ giả đi cùng, và lại dấy quân chống nhà Đường.

### An Khánh Tự bại trận Vệ châu
Tháng 9 năm 758, Đường Túc Tông tổng động viên 9 Tiết độ sứ nhà Đường đi đánh An Khánh Tự ở Nghiệp Thành, tổng cộng 60 vạn người. Các Tiết độ sứ ra quân gồm có:
1. Quách Tử Nghi - Tiết độ sứ Sóc Phương
2. Lỗ Linh - Tiết độ sứ Hoài Tây
3. Lý Hoán - Tiết độ sứ Hưng Bình
4. Hứa Thúc Dực - Tiết độ sứ Hoạt châu
5. Lý Tư Nghiệp - Tiết độ sứ Trấn Tây - Bắc Đình
6. Lý Quản Tông - Tiết độ sứ Trịnh Sát
7. Thôi Quảng Viễn – Tiết độ sứ Hà Nam
8. Lý Quang Bật - Tiết độ sứ Hà Đông
9. Vương Tư Lễ - Tiết độ sứ Quan Nội

Khi ra quân, Đường Túc Tông thấy cả Quách Tử Nghi và Lý Quang Bật đều nhiều công lao, nên không muốn để ai dưới quyền ai, bèn cho hoạn quan Ngư Triều Ân làm Quan quân dung sứ, thống lãnh quyền chỉ huy.
Nghe tin Quách Tử Nghi bao vây tấn công Vệ châu, An Khánh Tự dẫn 7 vạn quân chia làm 3 ngả, tăng viện cho Vệ châu. Tử Nghi dùng kế mai phục, dụ An Khánh Tự mang quân ra đánh. Tử Nghi giả thua chạy, quân Yên đuổi theo. Bất thần các tay nỏ mai phục bắn ra, giết hơn nửa quân Yên. Tử Nghi cũng quay trở lại đánh giết. An Khánh Tự thua lớn, bỏ chạy về Nghiệp Thành.

### Sử Tư Minh cứu Nghiệp Thành
Thấy quân Đường rầm rộ kéo đến, An Khánh Tự liệu thế không chống nổi, phải sai người cầu cứu Sử Tư Minh. An Khánh Tự trong tình cảnh tuyệt vọng phải lấy điều kiện nhường ngôi vua Yên cho Tư Minh để được cứu mạng. Sử Tư Minh nhận lời, từ Phạm Dương mang 5 vạn quân đi cứu vua Yên An Khánh Tự.
Lúc đó quân Đường do Tiết độ sứ 9 phương của nhà Đường chỉ huy, khí thế rất mạnh mẽ. Sử Tư Minh thấy vậy bèn đóng quân từ xa ở Phẫu Dương để tạo thanh thế.
Nghiệp Thành bị vây nhiều tháng, lương đã cạn, quân Đường lại dẫn nước sông Chương làm ngập thành, nhưng An Khánh Tự vẫn cố thủ chờ Sử Tư Minh cứu viện. Hoạn quan Ngư Triều Ân không hiểu việc quân, không hạ lệnh tác chiến nên cho dù thành đã rất nguy vẫn chưa bị hạ.
Nắm được tình hình đó, Sử Tư Minh quyết định tấn công. Ông chia quân, một mặt tiến sát doanh trại quân Đường và ngày đêm quấy rối đánh úp vào trại; mặt khác ông điều binh đi cướp lương thảo tiếp ứng khiến cho quân Đường bị đói.
Quân Đường thiếu ăn, dao động. Tháng 3 năm 759, Sử Tư Minh đích thân dẫn 5 vạn quân đánh thẳng vào doanh trại quân Đường. Quân đội của Tư Minh mạnh mẽ, đánh tan đại quân Tiết độ sứ 9 phương của nhà Đường. Sử sách mô tả trận này nói rằng khi Tư Minh thúc quân tác chiến, "có bão làm gió bụi nổi lên mù mịt khiến cả hai bên cùng thiệt hại", nhưng thực tế quân Đường đã bị đánh tan và thua chạy, Nghiệp Thành được giải vây.
Trong lúc hỗn loạn, nhiều tướng nhà Đường để cho quân sĩ cướp bóc nhà dân, riêng cánh quân của Lý Quang Bật chỉ huy rất nghiêm túc rút lui, trở về Biện châu.

## Chiến sự giằng co

### Đổi ngôi vua Yên
Nghiệp Thành qua được cơn hiểm nghèo nhưng An Khánh Tự thế yếu suy kiệt, phải dâng biểu xưng thần với Sử Tư Minh, từ bỏ ngôi vua Yên. Sử Tư Minh lấy lời lẽ dụ Khánh Tự, đề nghị đến doanh trại để kết làm hai nước anh em cùng chống nhà Đường. An Khánh Tự nghe theo, bèn đến doanh trại của Tư Minh. Tư Minh gặp An Khánh Tự bèn bắt giữ, kể tội giết cha, rồi giết chết Khánh Tự.
Tư Minh giao cho con là Sử Triều Nghĩa giữ Nghiệp Thành, còn mình thu hết thủ hạ của An Khánh Tự trở về Phạm Dương. Tháng 4 năm 759, Sử Tư Minh tự xưng là Yên đế, đặt niên hiệu là Thuận Thiên. Sau đó, ông huy động hơn 10 vạn quân tấn công Biện châu, Trịnh châu và tiến tới Lạc Dương.

### Lý Quang Bật dời Lạc Dương
Do sự gièm pha của Ngư Triều Ân, quy hết trách nhiệm thua trận cho Quách Tử Nghi, ông bị bãi chức. Lý Quang Bật được Đường Túc Tông trọng dụng, phong làm Thái úy kiêm trung thư lệnh, thay Tử Nghi làm Tiết độ sứ phương bắc. Khi nhận lệnh, Quang Bật từ Biện châu lên đường tới Lạc Dương ngay trong đêm tiếp quản quân của Tử Nghi. Ông dặn phó tướng Hứa Thúc Ký cố gắng giữ thành trong nửa tháng thì sẽ đến cứu. Đến nơi, ông chỉnh lý lại quân ngũ, siết chặt hiệu lệnh nghiêm ngặt.
Trong khi Quang Bật tiếp quản quân của Tử Nghi thì Sử Tư Minh đánh đến Biện châu. Hứa Thúc Ký không theo lời dặn của Quang Bật, cùng các thuộc hạ Lương Phủ, Lưu Tùng Gián đầu hàng quân Yên. Sử Tư Minh sai các hàng tướng đi đánh Giang, Hoài, còn mình mang quân đánh Lạc Dương, khí thế rất mạnh mẽ.
Trước thế mạnh của quân Yên, Lý Quang Bật liệu thế không chống nổi. Lưu thủ Lạc Dương là Vĩ Trắc muốn về hẳn Đồng Quan nhưng Quang Bật không theo vì như vậy là bỏ hẳn 500 dặm đất cho quân Yên chiếm. Lý Quang Bật chủ trương rút về Hà Dương. Ông lệnh cho toàn dân trong thành cùng quân lính dời đi Hà Dương, để lại thành không cho quân Yên. Ông cho tu bổ 3 tòa thành ở Hà Dương chuẩn bị phòng thủ.

### Lý Quang Bật cố thủ Hà Dương
Sử Tư Minh biết Lý Quang Bật giỏi dùng binh, thấy quân Đường rút đi vẫn thận trọng không đuổi riết mà đợi quân Đường và dân Lạc Dương đi hết mới thúc quân vào chiếm thành. Tháng 10 năm đó, Sử Tư Minh mang đại quân tấn công Hà Dương. Lý Quang Bật bình tĩnh bố trí phòng thủ. Tiên phong quân Yên là Lưu Long Tiên đến đánh thành, giương oai diễu võ. Lý Quang Bật sai Bạch Hiếu Đức ra trận chém chết Long Tiên.
Sử Tư Minh nuôi 1000 con ngựa tốt, bị Lý Quang Bật dùng mẹo lùa về thành mất. Sử Tư Minh đánh Hà Dương lâu ngày không hạ được. Lý Quang Bật tránh địch ở chính diện mà mang một cánh quân đi phản kích ở phía tây thành Trung Đan, đánh bại 5000 quân địch, chém hơn 1000 người.
Tuy giữ được thành nhưng Lý Quang Bật sắp cạn lương trong thành Hà Dương. Ông giao lại thành cho Lý Bão Ngọc, dặn cố thủ trong 2 ngày, còn tự mình ra Hà Thanh trưng thu lương thực. Để đề phòng quân Yên cắt đường vận chuyển, ông chia một cánh quân đóng ở bến Dã Thủy phía bắc Hà Thanh.
Tướng Yên là Lý Nhân Việt vốn nhận lệnh của Sử Tư Minh, phải đi đánh úp bắt cho được Lý Quang Bật nhân cơ hội Quang Bật đã rời thành, nếu không bắt được Quang Bật thì bị tội chết. Vì không gặp Lý Quang Bật, Nhân Việt sợ tội với Tư Minh nên xin hàng. Mấy ngày sau, bạn của Việt là Đình Huy cũng tới hàng, đúng như dự định của Lý Quang Bật.
Trong khi Lý Quang Bật ra ngoài lấy lương thì Chu Bão Ngọc cũng đánh lui được một đợt tấn công của quân Yên dưới quyền Chu Chí. Chu Chí rút lui, lại mang 5000 quân đến đánh thành Trung Đan. Lý Quang Bật vừa từ bến Dã Thủy trở về Trung Đan, hạ lệnh dựng rào gỗ phòng thủ. Chu Chí mang quân đến nơi, Lý Quang Bật sai bộ tướng Lệ Phi Nguyên Lễ ra đánh bại Chu Chí.
Thấy Chu Chí liên tiếp thất bại, Sử Tư Minh thay đổi chiến thuật, cho thuyền gỗ chở củi tẩm dầu châm lửa, thả trôi từ thượng nguồn xuống để đốt cháy 2 cây cầu nhằm chia cắt sự liên lạc giữa 3 tòa thành Hà Dương. Nhưng Lý Quang Bật phòng bị trước, sai quân dùng sào dài chặn thuyền và lấy đá lớn dìm thuyền lửa xuống sông.
Sử Tư Minh lại sai Chu Chí mang 3 vạn quân đánh Bắc thành, còn tự mình tấn công Nam thành. Quang Bật đoán biết quân Yên chỉ tấn công Bắc thành, bèn giao cho Lý Bão Ngọc trấn thủ Nam thành, còn mình mang quân chủ lực ra Bắc thành. Lý Quang Bật sai 2 bộ tướng Hách Ngọc và Luận Dung Trinh chia đường ra đánh. Quân Đường đại phá quân Yên, giết hơn 1 vạn người, bắt sống 2 tướng Yên là Từ Hoàng Ngọc và Lý Tần Thu cùng 8000 người, thu rất nhiều khí giới.
Sử Tư Minh đang đánh Nam thành, không biết quân đánh Bắc Thành bại trận. Lý Quang Bật sai mang tù binh bắt được đến Nam thành, chém ở bờ sông để uy hiếp quân Yên. Quân yên khiếp sợ, Sử Tư Minh phải lui quân.
Lý Quang Bật thừa thắng mang quân tấn công Hoài châu, bắt sống các tướng Yên là Chu Chí, An Thái Thanh, Dương Hy Văn. Trận Hà Dương, Lý Quang Bật chỉ có 2 vạn quân nhưng đã bại hơn 10 vạn quân Yên của Sử Tư Minh.

### Trận Mang Sơn
Sau trận Hà Dương, hai bên cầm cự nhiều ngày không giao tranh. Lý Quang Bật tuy thắng nhưng quân ít hơn nhiều so với Sử Tư Minh nên không thể tổ chức phản công toàn diện.
Chiến thắng của Lý Quang Bật lại khiến hoạn quan Ngư Triều Ân ghen ghét, tâu với Đường Túc Tông rằng quân Yên ô hợp dễ đánh khiến Túc Tông hoài nghi tài năng của Quang Bật. Ngoài ra, tướng Bộc Cố Hoài Ân cũng gièm pha rằng quân Yên không mạnh nên Quang Bật mới đánh được.
Vì vậy Túc Tông nhất định bắt Lý Quang Bật ra quân thu phục Lạc Dương, trong khi ông nhận định quân địch còn mạnh chưa thể đánh chiếm thành được, nên nhiều lần viết thư về kháng nghị chưa nên ra quân. Nhưng Túc Tông vẫn nóng lòng thắng trận, liên tiếp sai sứ ra thúc giục, lại cử Ngư Triều Ân ra làm chỉ huy.
Vì bị triều đình cưỡng bách, đầu năm 761, Lý Quang Bật đành phải ra quân. Ông chia đường cùng Bộc Cố Hoài Ân đánh thành, nhưng Hoài Ân không đến đúng điểm hẹn như đã định. Lý Quang Bật và Ngư Triều Ân gặp đại quân Yên của Sử Tư Minh ở núi Mang Sơn ở phía tây bắc Lạc Dương. Hai bên giao chiến lâu ngày không phân thắng bại. Sử Tư Minh nghĩ ra một kế, ông sai người trà trộn vào quân Đường, phao tin rằng: "Quân Yên đều là người U châu, nhớ nhà, mong về quê".
Thống soái quân đội nhà Đường là Ngư Triều Ân nghe tin đó, hạ lệnh cho Lý Quang Bật và các Tiết độ sứ khác phải thừa cơ đánh úp quân Yên ngay. Thế là quân Đường rầm rộ tiến công. Quân yên giả thua rút chạy, lại vứt đồ ra đầy đường. Quân Đường tranh nhau nhặt đồ, bị quân Yên quay lại phản kích, đánh tan quân Đường ở phía bắc Mang Sơn.
Lý Quang Bật phải rút quân từ Hà Dương về cố thủ ở Văn Hỷ. Ông dâng biểu xin nhận tội, kết quả bị Đường Túc Tông tước hết binh quyền. Nghe tin quân các Tiết độ sứ bại trận, kinh thành chấn động. Đường Túc Tông lo sợ, phải điều quân Thiểm châu về phòng ngự cho Trường An.
Yên Đế Sử Tư Minh làm chủ một vùng rộng lớn khắp Hà Bắc và Hà Nam.

## Gió lại xoay chiều

### Họa trong nhà Sử Tư Minh
Sử Tư Minh thắng lớn, thừa thế mang quân đánh Thiểm châu. Nhưng quân Đường ở Thiểm châu dưới quyền Ngư Triều Ân và Vệ Bá Ngọc phòng thủ khá vững vàng, quân Yên do Khang Văn Cảnh tấn công mấy lần đánh không thắng được. Sử Tư Minh bèn lui về Vĩnh Ninh. Ông sai con lớn là Sử Triều Nghĩa mang quân đi xây một toà thành hình tam giác để trữ lương, hẹn rõ ngày hoàn tất.
Triều Nghĩa xây xong thành nhưng chưa trát bùn, đúng lúc Sử Tư Minh đi kiểm tra, rất giận dữ. Sốt ruột vì chưa làm xong, ông sai mấy chục thủ hạ đi cùng xuống ngựa, lấy bùn trát lên tường, một chốc đã làm xong. Ông giận mắng và dọa trị tội Triều Nghĩa sau khi hạ được Thiểm Châu.
Nguyên Sử Tư Minh ngày thường yêu đứa con nhỏ là Sử Triều Thanh, định lập làm thái tử. Triều Nghĩa dù lớn tuổi nhưng không được cha yêu, nay nhân việc đó, lo sợ bị trị tội, bèn nảy ý giết cha.
Đêm hôm đó Sử Tư Minh trở dậy đi ra nhà tiêu, vừa lúc Sử Triều Nghĩa sai người hành thích. Tư Minh nghe động, bèn trèo tường nhảy ra, lấy được một con ngựa định phóng đi trốn, nhưng quân Triều Nghĩa bắn theo, ông bị trúng một phát tên ngã ngựa. Sau đó quân Triều Nghĩa lao tới chém chết Tư Minh.

### Thất bại của Sử Triều Nghĩa

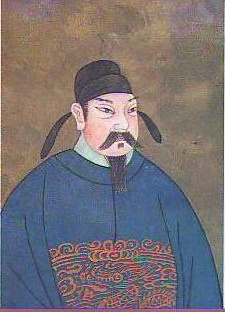
Đường Đại Tông, vị vua chấm dứt loạn An Sử

Sử Triều Nghĩa giết cha, lại giết luôn mẹ con Sử Triều Thanh, tự xưng là Yên Đế. Phạm Dương rơi vào tình trạng tàn sát nội bộ, mấy ngàn người bị giết, không yên ổn trong một thời gian. Các Tiết độ sứ trong chính quyền Yên tự ban hành chính lệnh trong vùng mình quản lý, chỉ còn ràng buộc về danh nghĩa với Sử Triều Nghĩa. Mặc dù chính quyền Yên quản lý khắp Hà Bắc và Hà Nam – cơ nghiệp do Sử Tư Minh để lại – nhưng thực lực ngày càng suy mòn.
Năm 762, Đường Túc Tông và thượng hoàng Huyền Tông đều qua đời. Thái tử Lý Dự lên nối ngôi, tức là Đường Đại Tông.
Năm đó, sau khi củng cố lại lực lượng, Đường Đại Tông quyết định ra quân đánh Yên. Do Đại Tông vẫn không có ý tin tưởng Quách Tử Nghi, còn Lý Quang Bật vừa thua trận bị giáng chức nên Đại Tông không để hai tướng này ra quân. Ông cử Ung vương Lý Thích làm Binh mã đại nguyên soái, Bộc Cố Hoài Ân làm Tiết độ sứ hành doanh phương bắc, cùng Quách Anh Nhân ra trận.
Ngay tháng 6 năm 762, quân của Sử Triều Nghĩa bị Duyện Vận Tiết độ sứ Điền Thần Công đại phá.
Bị thua trận, Sử Triều Nghĩa tìm cách lôi kéo sự ủng hộ của Khả hãn Hồi Hột, vốn là đồng minh của nhà Đường. Đại Tông cũng sai Lưu Thanh Đàm đến thiết lập lại liên minh với Hồi Hột, nhưng bị Đăng Lý Khả hãn hạ nhục. Thanh Đàm từ Hồi Hột gửi thư về báo rằng Hồi Hột đã chuẩn bị 10 vạn quân, nhân lúc Đại Tông mới lên ngôi, chính trị còn chưa ổn mà kéo về Trường An, toàn thành Trường An đều lo sợ. Đại Tông sai Bộc Cố Hoài Ân đến chiêu dụ. Đăng Lý lại là con rể của Hoài Ân, bèn đổi ý, chấp nhận lập lại liên minh với Đường để chống quân Yên. Đáp lại, Đại Tông sai Ung vương Thích đến Thiểm châu định ước với Hồi Hột. Sau đó, Đại Tông lệnh cho Bộc Cố Hoài Ân thống lĩnh các đạo quân phía bắc, Hà Đông, cùng tướng Hồi Hột là Tả Sát được cử làm tiên phong thống lĩnh liên quân hai nước, cùng các tướng là Tiết độ sứ Thiểm Tây Quách Anh Nghệ, Tiết Độ sứ Lộ Trạch Lý Bão Ngọc, hoạn quan Ngư Triều Ân, đưa quân từ các nơi tiến công Lạc Dương của Yên.
Tháng 10 năm 762, quân Đường tiến đánh Lạc Dương. Sử Triều Nghĩa quyết định tử chiến ở Lạc Dương thay vì tạm lui về Hà Dương theo đề nghị của chư tướng. Hơn 60.000 quân Yên bị giết và hơn 20.000 người bị bắt. Thất bại nặng nề, Triều Nghĩa đành phải bỏ trốn khỏi Lạc Dương, chạy về phía đông. Bộc Cố Hoài Ân sai Bộc Cố Sướng cùng Cao Phụ Thành hơn vạn quân mã truy kích, Triều Nghĩa lại chạy sang Bộc châu. Quân Hồi Hột nhân cơ hội vào Lạc Dương đã thẳng tay cướp bóc và chém giết người dân, khiến Đông Đô trở nên hoang tàn.
Sử Triều Nghĩa liên tiếp thất bại, cuối cùng chạy đến Vệ châu, hợp quân với Tiết độ sứ Tuy Dương Điền Thừa Tự, nhưng cũng thua nốt.
Sang tháng 1 năm 763, các Tiết độ sứ nước Yên thấy Triều Nghĩa thất thế nên lần lượt phản Yên, trở lại hàng nhà Đường, như Trương Hiến Thành, Tiết Tung, Trương Trung Chí (sau Đại Tông đổi tên thành Lý Bảo Thần), Điền Thừa Tự, Lý Hoài Tiên, Tiết Bão. Đại Tông theo đề nghị của Bộc Cố Hoài Ân, hạ lệnh giữ nguyên chức vị của các Tiết độ sứ này và vẫn cho họ cai quản các trấn ở phía bắc.
Sử Triều Nghĩa bị quân Đường truy kích, bỏ chạy hết nơi này tới nơi khác nhưng đều bị các thủ hạ phản lại không dung nạp. Triều Nghĩa không còn đường dung thân, định chạy lên phía bắc đầu hàng Khiết Đan. Trong khi chạy, Triều Nghĩa bị thủ hạ cũ là Lý Hoài Tiên mới đầu hàng nhà Đường mang quân đuổi theo.
Triều Nghĩa trốn vào khu rừng rậm ở sách Ôn Tuyền cạnh thành Thạch Đầu, vẫn bị Hoài Tiên truy riết. Triều Nghĩa biết không còn đường thoát, bèn treo cổ tự vẫn trong rừng. Lý Hoài Tiên tìm được xác Sử Triều Nghĩa, chặt đầu nộp Bộc Có Hoài Ân, Hoài Ân mang về kinh đô Trường An dâng Đường Đại Tông.
Triều Đại Yên diệt vong. Loạn An Sử kéo dài 8 năm chấm dứt.

## Đánh giá

### Tính chất của chính quyền Đại Yên
Các sử gia Trung Quốc nhìn nhận loạn An Sử là một cuộc phản loạn điển hình, quân nổi loạn không hề có chút chính nghĩa nào; kèm theo đó là sự phá hoại ghê gớm.
Loạn An Sử được đánh giá là có độ dã man bậc nhất, riêng việc thay đổi ngôi của 4 ông vua Đại Yên đều lần lượt diễn ra bằng những vụ tàn sát: hai lần con giết cha, một lần bầy tôi giết vua. Điều đó khiến Đại Yên bị đánh giá là tập đoàn mất hết tính người; ngay cả đạo đức về tối thiểu cũng không có thì không thể lấy được lòng nhân dân để giữ thiên hạ.

### Chiến lược và chiến thuật hai bên
Quân Yên nhanh chóng xác lập ưu thế trong thời kỳ đầu, do quân sĩ trong nội địa nhà Đường nhiều năm sống trong thời bình không được củng cố nên sức chiến đấu thấp. Thêm vào đó, nội bộ chính quyền nhà Đường ngay cả khi phải chống phản quân vẫn tiếp tục chia rẽ và mâu thuẫn, nên đã nhiều lần có quyết sách sai lầm, vài lần để lỡ cơ hội sớm chấm dứt loạn lạc.
Lần thứ nhất là trước trận Đồng Quan năm 756. Trong lúc Sử Tư Minh thất thế ở Hà Bắc, An Lộc Sơn bị kẹt ở phía tây, các lộ quân Đường có thể thừa thắng tiến vào căn cứ Phạm Dương của chính quyền Đại Yên theo kế sách mà Quách Tử Nghi, Lý Quang Bật dự định. Nhưng Kha Thư Hàn ngoài mặt trận vẫn tiếp tục tranh chấp với Dương Quốc Trung trong triều, còn Đường Huyền Tông nóng lòng thắng trận đã quyết sách sai lầm. Điều đó tạo điều kiện cho Đại Yên phát triển tới cực thịnh: bao gồm cả Hà Bắc, một phần Hà Nam và vùng Quan Trung.
Điều đó dẫn đến sự chuyển giao quyền lực từ Huyền Tông sang Túc Tông để tổ chức lại lực lượng quân Đường. Khi quân chủ lực chưa kịp tổ chức lại thì đó là thời điểm khó khăn nhất đối với nhà Đường trong cuộc chiến; và vai trò hy sinh của các viên tướng trung thành chiến đấu trong vùng quân Yên chiếm đóng như Nhan Chân Khanh, Trương Tuần, Hứa Viễn có tác động không nhỏ, giúp cầm chân một bộ phận khá lớn quân Yên vào chiến trường phía đông, khiến quân Yên không thể dốc toàn lực vào cuộc chiến tận diệt nhà Đường.
Nhưng khi Đường Huyền Tông tự tìm thất bại thì Đại Yên cũng tự suy yếu bằng việc soán đoạt nội bộ của An Khánh Tự. Đó chính là thời điểm thích hợp cho quân Đường phản công. Khi An Khánh Tự gặp phải sự hồi sinh của nhà Đường và bại trận dưới tay quân chủ lực của Quách Tử Nghi, thì Sử Tư Minh lại dần dần xác lập chỗ đứng vững ở Hà Bắc và Hà Nam qua việc nhổ hết được những chướng ngại do các trung thần nhà Đường cố duy trì tại đây.
Sử Tử Minh tỏ ra là nhà lãnh đạo có năng lực nhất trong 4 người cầm đầu chính quyền Đại Yên. Khi thấy An Khánh Tự sắp tận diệt, ông hàng luôn nhà Đường, giữ một góc đông bắc tự trị như An Lộc Sơn khi còn phục vụ nhà Đường. Nhưng mưu đồ trừ khử Tư Minh bị lộ khiến nhà Đường phải đối mặt với một đối thủ có binh hùng tướng mạnh, thực lực đáng sợ hơn An Lộc Sơn. Bên cạnh đó, chính Đường Túc Tông sau những chiến thắng ban đầu, thu hồi được hai kinh cũng tự tìm đến khó khăn với quyết sách nhân sự trong trận Nghiệp Thành, và điều đó tạo ra cơ hội lớn cho Sử Tư Minh.
Trận Nghiệp Thành là bước ngoặt không chỉ giúp Đại Yên duy trì sự tồn tại trở lại, tiếp tục chỗ đứng ở Hà Bắc, mà thừa thắng xuống Hà Nam lấy được đông kinh Lạc Dương lần thứ hai. Đường Túc Tông vẫn sai lầm trong việc sử dụng hoạn quan Ngư Triều Ân và phải trả giá tới lần thứ hai cho thất bại ở Mang Sơn mà Lý Quang Bật bị quy trách nhiệm. Lúc đó tình cảnh nhà Đường cũng giống như lúc An Lộc Sơn áp sát trước Đồng Quan.
Nhưng lần này Túc Tông không phạm thêm sai lầm, duy trì thế phòng thủ, còn chính quyền Đại Yên tiếp tục tự tàn hại nhau vì định bỏ con lớn lập con nhỏ. Cả An Lộc Sơn và Sử Tư Minh đều vì yêu con nhỏ nên kích động con lớn vùng vẫy mà bị giết. Còn cả An Khánh Tự và Sử Triều Nghĩa tuy "lấy lại được ngôi con trưởng" song đều không đủ tài năng duy trì cục diện mà hai người cha đã gây dựng được.
Chiến sự liên tục xoay chiều, vì những biến cố tự yếu đi của cả hai phía – khi giành được một số ưu thế trên mặt trận lại có sai lầm. Cái chết của Sử Tư Minh là cơ hội thứ ba cho nhà Đường giải quyết loạn An Sử. Tình cảnh của Sử Triều Nghĩa giống như An Khánh Tự, dù lực lượng nhà Đường truy kích Triều Nghĩa không hùng hậu như khi đánh Khánh Tự nhưng đủ kết liễu Đại Yên. Trong các Tiết độ sứ bỏ Đại Yên hàng nhà Đường năm 763 không có ai bị sách động làm theo việc như Sử Tư Minh đã làm (đã hàng Đường lại về theo Yên), và Đại Yên chấm dứt sự tồn tại khi không còn xuất hiện một thủ lĩnh nào khác như An Lộc Sơn và Sử Tư Minh trước đây.

## Hậu quả và ý nghĩa
Loạn An Sử chấm dứt nhưng ảnh hưởng với vương triều Đường và xã hội Trung Quốc còn kéo dài rất nhiều năm sau. Loạn An Sử trên thực tế đã vạch đôi hai thời kỳ lớn của nhà Đường, đánh dấu một bước ngoặt lớn, để lại hậu quả lớn lao trong lịch sử Trung Quốc vì nó kéo theo trên mọi lĩnh vực một sự chuyển hướng rõ rệt.

### Tàn phá
Loạn An Sử khiến nền kinh tế Trung Quốc đương thời ở phía bắc bị tàn phá nặng nề. Nhân dân chịu sự cướp bóc của tất cả các lực lượng quân sự đương thời, không chỉ bên Đường, bên Yên mà cả ngoại binh.
Vốn mang bản tính hung hãn của người Hồ, lính kỵ binh và bộ binh Đại Yên tản mát gần như khắp nơi, đánh thành chiếm đất, phá nhà cửa và cướp bóc. Riêng quân Hồi Hột mà nhà Đường mượn sức đánh An - Sử, vì được Đường Túc Tông giao hẹn sẽ cho lấy của cải, nên khi tiến vào Lạc Dương đã thả sức giết người cướp của. Số dân thường bị quân Hồi Hột giết lên tới hàng vạn, lửa cháy 10 hôm chưa tắt.
Ngay cả quân đội nhà Đường, nhất là đạo quân Sóc Phương và Thần Sách, trong khi đánh chiếm Lạc Dương, Trịnh châu, Biện châu, Nhữ châu, họ xem đây là nơi "phản quân" chiếm đóng, cũng tùy tiện cướp phá trong 3 tháng, làm cho nhà cửa những nơi này trống trơn, nhân dân trong thành phải dùng giấy làm áo để mặc. Không chỉ khi thắng trận, ngay cả khi thua ở Nghiệp Thành, quân triều đình trên đường rút chạy đã mất hết kỷ luật nên cũng cướp bóc của dân, quan lại địa phương không thể ngăn chặn được.
Chỉ có vùng Giang Nam (vốn chỉ có cuộc nổi dậy của Vĩnh vương Lý Lân nhanh chóng bị dẹp) là ít bị tàn phá nhất do quân Yên bị chặn lâu ngày ở Tuy Dương không thể tiến xuống phía nam.

### Thiệt hại kinh tế
Chiến tranh không chỉ khiến người dân mất nhà cửa, ruộng vườn mà còn tàn phá nền kinh tế Đại Đường đang hưng thịnh. Những công trình thủy lợi chung ở miền bắc bị phá hoại nghiêm trọng, phải mất rất nhiều năm mới có thể khôi phục. Ngành thủ công nghiệp, tiêu biểu là nghề dệt miền bắc cũng bị sụp đổ không vươn dậy được, khiến gánh nặng cung ứng tơ lụa cho chính quyền trung ương nhà Đường chuyển xuống phía nam, vùng Giang - Hoài.
Do sự thỏa thuận với người Hồi Hột về việc hợp tác quân sự chống lại quân Đại Yên, sau khi thắng trận, người Hồi Hột đưa cho nhà Đường mấy vạn con ngựa xấu, đổi lại nhà Đường cung cấp nhiều vải lụa và lãnh loại tốt. Chính quyền nhà Đường vơ vét rất nhiều tơ lụa từ phía nam để mang đổi cho Hồi Hột, với giá trao đổi là 1 ngựa = 40-50 xấp lụa.
Nông nghiệp bị tàn phá, kho thóc trống rỗng, việc cung ứng thóc gạo của triều đình trung ương cũng phải trông chờ vào miền Giang Đông.

### Chết chóc
Những trận cướp bóc của cải của quân Đại Yên, quân Đường và quân Hồi Hột đều kèm theo giết chóc. Nhân dân không chỉ chết vì đi lính và lao dịch cho các chính quyền tranh chấp mà còn là nạn nhân của những lần "thắng trận, bại trận" của các bên.
Trước loạn An Sử, triều đình nhà Đường thống kê toàn quốc năm 755 được 8.914.709 hộ với dân số 52.913.309 người; sau chiến loạn, số hộ chỉ còn 1.930.100 và dân số chỉ còn 6.993.860 người, nghĩa là giảm đi tới hơn 7 lần (còn 13%). Theo nguồn tài liệu khác, số dân trước cuộc chiến tương đương với nguồn kể trên, còn số dân sau cuộc chiến cao hơn, là 16,9 triệu người và 2,9 triệu hộ. Dù là con số thống kê nào cũng cho thấy mức độ tổn hại nhân lực vô cùng lớn, nhiều nhất thì dân số Trung Quốc cũng chỉ còn không tới 1/3 so với trước cuộc chiến.
Khu vực chịu tổn thất nhiều nhất là phía bắc, thuộc lưu vực sông Hoàng Hà. Bốn khu vực bị phá hoại nặng nề nhất trong cuộc chiến là Lạc Dương, Trường An, Biện châu và Trịnh châu. Lạc Dương sau cuộc chiến được mô tả như sau:
"Cung điện đều bị thiêu trụi, mười chỉ còn lại 1... dân số chỉ còn lại khoảng 1000 hộ, đường đi đầy cỏ gai, tiếng sài lang tru ghê rợn. Nếu đi tiếp 1000 dặm về phía đông, thì không còn thấy bóng người cũng như khói nấu cơm nữa, hoàn toàn là cảnh tiêu điều..."
Còn khung cảnh kinh đô Trường An sau cuộc chiến:
Xóm làng vắng ngắt, trăm nhà không còn được một
Có tới 70% địa phương trong cả nước bị giảm hộ khẩu đến 90%, điển hình là Dịch châu tại Hà Bắc vốn có 44200 hộ trước loạn, sau chỉ còn 569 hộ (1,2%). Thời Đường Huyền Tông, số phủ châu có 10 vạn hộ trở lên là 10, sau loạn An Sử chỉ còn 2 châu phủ là Kinh Triệu và Thái Nguyên.
Phần lớn dân cư phương bắc ly tán, nhà cửa bị đốt phá, không còn người ở, xương trắng đầy đồng, hàng ngàn dặm tiêu điều. Nhiều người dân còn sống sót cũng phải bỏ nhà cửa quê hương ra đi, nhiều người chết trên đường tha hương.

### Nạn phiên trấn cát cứ
Hậu quả lâu dài về mặt chính trị đối với nhà Đường, chính là nạn cát cứ của các phiên trấn. Tình hình này có liên quan tới chính sách khoan hồng được xem là không hợp lý của Đường Đại Tông.
Năm 763, khi Sử Triều Nghĩa thất thế, các bộ tướng cùng nhau đầu hàng. Trong hoàn cảnh đó, tướng Bộc Cố Hoài Ân sợ nếu dẹp hết các thế lực từng theo Đại Yên trước đây xong xuôi thì triều đình không còn trọng dụng mình nữa, nên đã đề nghị nhà Đường cho giữ lại những bộ tướng cũ của họ An và họ Sử như Tiết Bão, Lý Bảo Thần để họ cai quản mấy trấn vùng Hà Bắc. Đường Đại Tông vì muốn nhanh chóng khôi phục nền thái bình nên chấp nhận kiến nghị đó. Vì vậy tại vùng Hà Sóc về căn bản vẫn do các tướng cũ của Đại Yên chiếm cứ.
Trong khi đó, các Tiết độ sứ của triều đình có công dẹp loạn mới được bổ nhiệm cai trị ở trung nguyên cũng được nhà Đường quá nhân nhượng, với ý định làm đối trọng giữ cân bằng với thế lực của các Tiết độ sứ ở biên trấn, nên dần dần thế lực các Tiết độ sứ này cũng ngày càng lớn, triều đình không thể khống chế được nữa.
Các phiên trấn này chỉ thần phục nhà Đường trên danh nghĩa. Họ nắm thực quyền rất lớn về chính trị, quân sự, kinh tế trong lãnh địa của mình. Hơn nữa, ngôi vị của họ lại được hưởng tập quyền, có thể truyền cho con cháu, anh em. Ngoài ra khi các thủ lĩnh mới có thể được thủ hạ tôn làm "lưu hậu" để cai quản vùng bản địa. Họ cùng nhau ép triều đình trung ương phải nhìn nhận, do đó trên thực tế họ trở thành những vùng lãnh địa của quân phiệt phong kiến có tính độc lập.
Các chính quyền phiên trấn, vì quyền lợi đã xảy ra xung đột liên miên mà chính quyền trung ương không có biện pháp nào ngăn chặn. Vì vậy hoàn cảnh của các hoàng đế cuối thời nhà Đường rất giống với thiên tử nhà Chu thời Xuân Thu, bề ngoài là vua cả thiên hạ nhưng thực ra không có quyền hành.
Nhà Đường sau loạn lạc không thể khôi phục lại thời hưng thịnh như trước đây nữa. Tình trạng phiên trấn cát cứ khiến đế quốc bị xé lẻ. Thời Đường Huyền Tông chỉ có 10 Tiết độ sứ, sau loạn An Sử đã tăng lên trên 40 trấn lớn nhỏ. Tình trạng này kéo dài tới gần 150 năm sau cho tới khi nhà Đường sụp đổ (907).

### Cương thổ và biên giới
Loạn An Sử khiến nhà Đường suy yếu, lùi bước trên khắp các hướng của đế chế Đường. Nhà Đường mất quyền kiểm soát vùng Thông Lĩnh, nước Hồi Hột thừa cơ phát triển trên đất Cam Túc. Thổ Phiên bành trướng ở các ốc đảo Trung Á, Thanh Hải, Cam Túc. Từ năm 790 nhà Đường còn mất hẳn phía tây Vũ Môn quan. Tại phía đông bắc, từ thế kỷ 7, Tân La cường thịnh trên bán đảo Triều Tiên, độc lập với nhà Đường. Phía tây nam, nước Nam Chiếu và các tiểu quốc Tạng - Miến phát triển từ năm 750.
Do chính quyền trung ương suy yếu, không kiểm soát được các trấn, trong đó có các trấn vùng biên, sự cai quản đối với biên giới cũng rất lỏng lẻo. Khu vực quản lý của triều đình ngày càng bị thu hẹp.
Năng lực bảo vệ và quản lý vùng biên cương của nhà Đường ngày càng yếu. Sau loạn An Sử, những người trấn giữ biên giới phần lớn là già yếu, tàn phế. Vì vậy các tộc Thổ Phiên, Nam Chiếu thừa cơ đến lấn cướp nhiều lần.
Đây được coi như là giai đoạn quan trọng của lịch sử Việt Nam, bởi vùng đất An Nam của người Việt gần như không bị tàn phá trong suốt thời kỳ loạn An Sử. Chính sự suy yếu của nhà Đường đã tạo cơ hội cho người Việt giành lại độc lập, do vùng biên giới ngày một thu hẹp của Trung Quốc và việc Trung Quốc gần như mất quyền quản lý An Nam. Dẫu vậy, cũng phải gần 150 năm sau của nổi loạn An Sử, nhà nước Việt Nam mới thực sự độc lập khỏi Trung Quốc.

### Di chuyển kinh tế và văn hóa
Cuộc chiến loạn kéo dài làm cho khu vực sông Hoàng Hà vốn là nơi có nền kinh tế - văn hóa phát triển nhất Trung Quốc trở nên tiêu điều xơ xác, đâu đâu cũng thấy hoang vu. Do vật chất bị phá hoại, vật giá tăng vọt, giá cao lên tới gấp 300 lần, còn giá vải vóc tăng lên gấp 20 lần trước cuộc chiến.
Nhà Đường đổi phép tô dung điệu thành phép lưỡng thuế để thích ứng với tình hình chính trị xã hội và kinh tế mới. Chế độ quân điền sụp đổ dẫn tới sự phá sản của tiểu nông, càng thúc đẩy việc di cư, lưu vong để kiếm sống.
Nhiều người di cư xuống phía nam – khu vực sông Trường Giang và sông Hán Thủy - lánh nạn, trong đó có một bộ phận quan liêu bên cạnh đại đa số là nhân dân lao động. Nhân khẩu dời xuống phía nam nhập chung vào với dân cư di dời từ thời Lưỡng Tấn Nam Bắc triều. Điều đó làm cho trung tâm không chỉ kinh tế mà cả văn hóa từ phương bắc dời xuống phía nam. Từ cuối thế kỷ 8, kinh tế nhà Đường chủ yếu dựa vào miền vựa lúa Giang – Hoài, trung tâm kinh tế di chuyển từ lưu vực sông Vị về mạn Hàng châu. Đây được xem không chỉ là bước ngoặt quan trọng trong lịch sử nhà Đường mà còn là bước ngoặt quan trọng trong xã hội phong kiến Trung Quốc.